# ポケモンの一覧 (102-151)
ポケモンの一覧（ポケモンのいちらん）は、ゲームソフト『ポケットモンスターシリーズ』に登場する架空の生物「ポケットモンスター（ポケモン）」の一覧。本項では全1025種のうち、『ポケットモンスター 赤・緑』から登場し、シリーズ共通の全国ポケモン図鑑において102から151までの番号を付与されている種を掲載する。

## タマタマ
| 分類: たまごポケモン | タイプ: くさ/ エスパー | 高さ: 0.4m   | 重さ: 2.5kg      |
| 特性: ようりょくそ   | かくれ特性: しゅうかく | 進化前: なし | 進化後: ナッシー |

ヒビの入った卵のようなものが6個で集まって構成されているポケモン。うち1個は中身がむき出しになっている。卵のように見える体は、実は植物の種に近い体組織である。たまにピジョンに捕食される。卵と間違えて触ると仲間を呼び出し集団攻撃に遭うという。
1個だけ引き離しても、テレパシーによってすぐに集合する習性があり、短編映画『ピカチュウたんけんたい』では、一匹足りないタマタマにトゲピーが加わり、5匹はトゲピーを仲間だと思って離れようとしない描写があった。実は残りの1匹はラッキーに保護されており、後にラッキーが合流することでタマタマが再び集合。揃ったところで近くに落ちていたリーフのいしで進化した。
ゲーム『サン・ムーン』では、金色のタマタマ（色違い個体）を持つトレーナーが登場し、このトレーナーを倒すと換金アイテム「きんのたま」を6つもらえる。

## ナッシー
| 分類: やしのみポケモン | タイプ: くさ/ エスパー | 高さ: 2.0m       | 重さ: 120.0kg |
| 特性: ようりょくそ     | かくれ特性: しゅうかく | 進化前: タマタマ | 進化後: なし  |

タマタマの進化形。「歩く熱帯雨林」と呼ばれ、ヤシの木のような体に、顔のついた3つの実のような頭を持つ。顔はそれぞれ意思を持っており、皆自分以外に興味が無いのか別の事を考えている。どれかが地面に落ちると、その頭が進化前の姿であるタマタマになり、テレパシーで仲間を集める。
「リフレクター」や「やどりぎのタネ」「だいばくはつ」など優秀なわざを覚えることから、ニンテンドウカップ（特に1998年、2000年に開催された大会）などでよく使われた。
ゲーム内トレーナーでは『赤・緑・青・ピカチュウ』『ファイアレッド・リーフグリーン』では、最初にゼニガメを選ばなかった場合にライバルが進化前に引き続いて使用。『金・銀・クリスタル』『ハートゴールド・ソウルシルバー』でもジムリーダーとなったグリーンが引き続き使用する他、四天王のイツキが使用する。「スカーレット・バイオレット」ではブルベリーグ四天王のアカマツが使用する。
ポケモンだいすきクラブが発表したデータによると、第一世代のポケモンの中で鳴き声の長いポケモンの第2位である。
『赤・緑』の開発途中であった1992年におけるゲームフリーク社内部の社内報で掲載された社内における人気投票では、ナッシーが1位を獲得していた。
2020年10月には、宮崎県との地域活性化に関する連携・協力協定に際してイメージキャラクター「宮崎だいすきポケモン」に指定された。
進化前のタマタマやユキカブリ系統と共にポケモンの中でもっとも弱点が多い(7種)。
テレビアニメではライバル・コームのポケモンとして登場し、サトシのクラブとバトルする。「サイコウェーブ」で水のフィールドに渦を作ってクラブを閉じ込め「タマゴばくだん」で攻撃するも、クラブに葉っぱを挟まれバランスを崩し「ふみつけ」を食らい敗北。その後、クラブはキングラーに進化する。オレンジ諸島編ではジギーのポケモンとして登場。サトシのフシギダネの攻撃を踊るようなステップでかわし「タマゴばくだん」で攻撃するも、「ねむりごな」で眠らされて敗北。
アローラのすがた
タイプ：くさ・ドラゴン、高さ：10.9m、重さ：415.6kg、特性：おみとおし
アローラ地方でのナッシーの姿。異様に長く伸びた首が特徴。1年中強い日差しが降り注ぐアローラ地方の環境が、姿の変化をもたらした。アローラ地方の人々は、同地方のナッシーこそが本来の姿であると誇りにしている。長い首を鞭のようにしならせて、堅い頭部をハンマーのように叩きつけて攻撃するのが得意だが、その首が弱点になってしまうこともある。他の地方のナッシーと違い、尻尾に4つ目の頭があり、この頭は独立して尻尾を操り、キリンリキのように頭の攻撃の届かない後方の敵に立ち向かう。ときどき、突っ張りの稽古をしようと普通のヤシの木と間違えたマクノシタから張り手を受け、怒ってマクノシタを吹き飛ばす様子も見られる。
ドラゴンタイプなので伝説の技「りゅうせいぐん」も使える。くさ・エスパーからくさ・ドラゴンに変わったため、ほのお技やむし技のダメージが半減したものの、前述の通りこおり技が4倍弱点になった。また新たに、頭をハンマーのように勢いよく降り下ろして攻撃する「ドラゴンハンマー」という専用技を覚える。
アニメ『サン&ムーン』では脇役ポケモンとしてたびたび登場しており、無人島では群れで登場した。アローラリーグではオーキド校長のポケモンとして登場、ハウのアローラライチュウとバトルし敗れた。
その長い首が強いインパクトを与えることから、この姿の判明直後からコラージュの素材として使用され、Twitter上でもコラージュ画像が数多く拡散された。
『Let's Go!ピカチュウ・Let's Go!イーブイ』では、四天王のワタルが強化再戦で繰り出してくる。
『大乱闘スマッシュブラザーズSPECIAL』ではモンスターボールから登場。触れてもダメージ等は無く、時折左右に移動する以外は何もしないが、その上下に長い頸によってステージを仕切りのように分断する。壁扱いであり、一部キャラクターは頸に貼り付いたり三角跳びをしたりできる。
また、ポケモンカード第2弾「ポケモンジャングル」のパッケージでは実際のヤシの木のように首の長いナッシーが登場しているが、リージョンフォームとは無関係。

## カラカラ
| 分類: こどくポケモン         | タイプ: じめん             | 高さ: 0.4m   | 重さ: 6.5kg      |
| 特性: いしあたま/ ひらいしん | かくれ特性: カブトアーマー | 進化前: なし | 進化後: ガラガラ |

主に墓場や人気のない洞窟など寂しい場所に生息する小型の恐竜の様なポケモン。手に骨を持ち、死別した母親の頭蓋骨を肌身離さず頭に被っている。寂しくて泣く時、被った頭蓋骨がカラカラと音を立て、物悲しく聞こえる。その声を聞きつけたバルジーナに狙われることもある。被った頭蓋骨から左右の目のみ見えるものの素顔は誰も見たことがなく、骨を被っていないカラカラはまだ発見されていない。親が死ぬ前のカラカラは骨を被っていないのか、それとも骨を被った時点でカラカラとなるのかは不明。タマゴから孵るカラカラは生まれた時から骨を被っている。手に持った骨は武器となり、「ホネこんぼう」「ホネブーメラン」「ボーンラッシュ」のように骨を利用した攻撃を得意とする。
『赤・緑』では母親のガラガラを殺され、シオンタウンの女の子に保護されるカラカラが登場する。また、民家にいる女性に話すと、母親を殺した犯人がロケット団であることが分かる。さらに他の住民の話によると、カラカラやガラガラの被る骨は高値で取引されることが分かり、このことからロケット団が非合法な乱獲を行っていたと推測できる。「人間のエゴによってポケモンが殺され、孤児になる」という、シリーズを通してもかなり重いテーマを背負っていた。
アニメ版では第9話でセイヨのポケモンとして登場。地面タイプのため電気技は効かないが、ピカチュウに頭蓋骨を回されて視野を奪われ、「ひっかく」や「かみつく」といった本来ピカチュウが覚えない物理技を受け敗北する。その後も号泣していた。ゴウのポケモンとしても登場、骨をなくして困っていたところをゴウが見つけたことで自らゲットされた。ゴウがゲットしたポケモンとしては珍しくなつかれてゲットした。
実写映画『名探偵ピカチュウ』では野生の個体が登場。母親を亡くして泣いていたところをティムにゲットされかけるが、失敗したため怒って「ホネブーメラン」を繰り出す。

## ガラガラ
| 分類: ほねずきポケモン       | タイプ: じめん             | 高さ: 1.0m       | 重さ: 45.0kg |
| 特性: いしあたま/ ひらいしん | かくれ特性: カブトアーマー | 進化前: カラカラ | 進化後: なし |

カラカラの進化形。頭に被っている母親の頭蓋骨がピッタリとはまるようになり、ひびが消えて骨の形状もシャープに変化している。寂しがりで泣き虫だったカラカラと比べ、性格は強気で粗暴になった。元々は臆病だったが、骨を武器として扱うことにより凶暴化した。飛び回るバルジーナに向かって骨を投げて撃ち落とそうとすることがあり、これは仲間の仇討ちではないかと噂されている。骨で倒木を叩くことで仲間と連絡を取る。世界のどこかにガラガラだけの墓場があるらしい。
『赤・緑・青・ピカチュウ』『ファイアレッド・リーグフリーン』ではポケモンタワーにガラガラの幽霊が登場する。カラカラは頭にかぶっている骨が高く売れるためにロケット団に狙われており、このガラガラは子供と逃げる途中に殺されたものである。シオンタウンの民家に住むカラカラの母親で、子供への未練と人間への恨みから地縛霊として成仏できずにいたが、バトル後には無事に天に召された。初代ポケットモンスターはRPGの『MOTHERシリーズ』をモデルにしていると田尻智も公言しており、そのせいかこういったテーマ的に重い描写や設定、台詞回しなどが垣間見られる。
「金・銀」以降はカラカラとガラガラの専用アイテムに「ふといホネ」があり、持たせると「こうげき」が2倍になる。
TVアニメ版ではサイゾウの手持ちで登場。本来は効かないはずのピカチュウの電撃攻撃でなぜか倒すことができた。ロケット団のせいでサイゾウの元を去り一時孤立したが、すぐに絆を思い出し仲直りした。オレンジ諸島編ではルリコのポケモンとしてフーディンと共に登場。タッグバトルというダブルバトル（実際の物とは違い味方のうち1体が倒された時点で終了となる）に似たルールでバトル。フーディンが「サイコキネシス」で止めている間に「ホネブーメラン」で攻撃するという戦法でサトシのピカチュウとリザードンを追いつめる。しかし、このコンボを逆に読まれてしまい、「ホネブーメラン」で攻撃しようとするもピカチュウの「10まんボルト」で足止めされ、さらにフーディンがリザードンに向けて「はかいこうせん」を放つ前に先ほど投げたブーメランが直撃してしまい、そのままガラガラ自身に放たれてしまい敗北に終わる。
アローラのすがた
タイプ：ほのお・ゴースト、高さ：1.0m、重さ：34.0kg、特性：のろわれボディ / ひらいしん / いしあたま(隠れ特性)。
アローラ地方でのガラガラの姿。原種よりも少し痩せ、腕は比較的やや長い。体の色は黒っぽく、背中には肩甲骨、背骨、骨盤のような模様がある。頭に被った骨の額部分にも黒い模様があり、これはマッチ箱のヤスリに相当する役割を持つ。手にした骨を額で擦りつけることで両端に緑色の炎が着火する。
緑豊かゆえ天敵となる草タイプのポケモンが多数棲息し、カラカラやガラガラにとって過酷なアローラ地方に渡った結果、炎を操る術と、強まった仲間との結束から転じた霊感に近い能力の2つを獲得し、姿を変えた。原種と比べて群れの仲間との結束が一層固く、仲間が死んだ際には道の隅に埋葬する習性がある。手にした骨は各個体の母親のものであり、この骨を額でマッチのように擦ることで、死してなお子を想う母の無念がこもった不思議な緑色の炎がまとわれる。両端に火がついた状態で骨を回転させる舞を踊ることから、アローラ地方の人々には魔術師と呼ばれ恐れられる。戦闘では炎を纏った骨で殴りつけることで、水でも消えない呪いの炎を対象に燃え移らせるほか、骨を振るうことで、威力が低い代わりに相手を追尾する火の玉として放つことも可能。
カラカラが夜にlv28になる事で進化する。専用技として、魂が宿った骨で殴る攻撃技「シャドーボーン」を覚える。攻撃後に相手の防御を一段階下げることがあるゴーストタイプの物理技。
カキのポケモンとして登場し、TVアニメ版『サン&ムーン』でもカキのポケモンとして登場。最初は野生のポケモンだったが、ヴェラ火山の宝である『ヴェラの冠』を強奪し、それを取り返そうとしたカキのバクガメスを一度は破るが、翌日の再戦で敗れ冠を返還。そして、カキに捕獲され、彼の手持ちポケモンとなった。使用技は「シャドーボーン」「フレアドライブ」「ホネブーメラン」「アイアンヘッド
」。声優はマーマネ役の武隈史子。

## サワムラー
| 分類: キックポケモン     | タイプ: かくとう     | 高さ: 1.5m       | 重さ: 49.8kg |
| 特性: じゅうなん/ すてみ | かくれ特性: かるわざ | 進化前: バルキー | 進化後: なし |

「キックの鬼」の異名を持つ♂のみのポケモン。茶色い楕円形の体から手足が生えたような外見。バルキーから進化する種のひとつで、進化する時に防御より攻撃の方が高いとサワムラーとなる。腕よりも足が発達し、その足はばねのように伸縮し、最大2倍の長さにまで伸びるため、遠くの敵にも攻撃できる。初めて戦う敵は間合いの広さに驚く。戦った後は足をよく揉み解している。また、急いで歩いていると徐々に大股になる癖がある。存在としてエビワラーとは対をなすポケモンである。キックポケモンの通り、「メガトンキック」、「とびひざげり」、「ブレイズキック」などキック系の技を多く覚えるが、「きあいパンチ」、「ばくれつパンチ」、「バレットパンチ」などパンチ技も少なからず覚える。
『赤・緑・青・ピカチュウ』および『ファイアレッド・リーフグリーン』では、格闘道場の師範の空手大王に勝つとサワムラーかエビワラーの二者択一で手に入れられた。
アニメではロケット団が選手から奪ったポケモンとして使用したが、サトシのオコリザルに敗れた。『ミュウツーの逆襲』ではソラオのポケモンとして登場、コピーとバトルする。これ以外にも何度か別個体が登場しているが、『ミュウと波導の勇者ルカリオ』ではボスゴドラに、サトシのライバル・ジュンの持つ個体はシンジのリングマにといずれも相性では勝るものの敗北するなど、やられ役な立場で登場することが多い。アニメ『ポケモン THE ORIGINS』では主人公のレッドのポケモンとして登場、空手大王からもらい、レッドのポケモン4体倒したサカキのサイホーンと互角に戦い引き分ける強さを見せた。
『ニンテンドウオールスター! 大乱闘スマッシュブラザーズ』では、モンスターボールから登場。一番近い敵に対して「とびげり」を繰り出す。
実在の人物がモデルとなっているポケモンの一体で、名前の由来は元キックボクサーの沢村忠。英語版とドイツ語版、フランス語版における名前 "Hitmonlee" の由来は、ブルース・リーから。

## エビワラー
| 分類: パンチポケモン           | タイプ: かくとう           | 高さ: 1.4m       | 重さ: 50.2kg |
| 特性: するどいめ/ てつのこぶし | かくれ特性: せいしんりょく | 進化前: バルキー | 進化後: なし |

「唸る拳」の異名を持つ、ボクサーの姿をした♂のみのポケモン。サワムラーと比べてより人型に近い外見をしており、両手にボクシンググローブをはめている。バルキーから進化する種のひとつで、進化する時に攻撃より防御の方が高いとエビワラーとなる。世界チャンピオンを目指していたプロボクサーの魂が乗り移っていると言われ、そのために不屈の精神力を持つが、3分戦うと休憩したくなる。
新幹線と互角の速さでパンチを繰り出すことができ、その拳は掠っただけで火傷のような擦過傷を負うほど。一見何もしていないように見えても、実は高速でパンチを繰り出していることもある。またパンチは威力を上げるために、あらゆるパンチをコークスクリュー・ブローのように拳を回転させながら放つ。それによりコンクリートの壁でさえも、ドリル状に削りやがて貫いてしまう。存在としてサワムラーとは対をなすポケモンである。パンチポケモンというだけあって、「メガトンパンチ」、「ほのおのパンチ」、「かみなりパンチ」、「れいとうパンチ」、「マッハパンチ」、「ばくれつパンチ」、「バレットパンチ」、「れんぞくパンチ」、「グロウパンチ」などパンチ技を多く覚えるが、「とびひざげり」「ローキック」などのキック技も少なからず覚える。
『赤・緑・青・ピカチュウ』および『ファイアレッド・リーフグリーン』では、格闘道場の師範の空手大王に勝つとサワムラーかエビワラーのどちらかを手に入れられた。また、通常個体はグローブの色は赤だが、色違いはグローブの色は青になっている。
アニメでは脇役のような扱いで登場するが、サワムラー同様やられ役な立場が多い。ゴウのポケモンとしても登場、ゲーム本編同様に空手大王に勝った（バトルの描写は無い）ゴウはエビワラーを選んだ。
数少ない、実在の人物をモデルとするポケモンの一体で、名前の由来は元プロボクサーでフライ級世界チャンピオンにもなっている海老原博幸。体重の50.2kgは現実世界のフライ級とほぼ同じ。英語版とドイツ語版、フランス語版における名前 "Hitmonchan" の由来は、ジャッキー・チェンから。

## ベロリンガ
| 分類: なめまわしポケモン   | タイプ: ノーマル       | 高さ: 1.2m   | 重さ: 65.5kg       |
| 特性: どんかん/ マイペース | かくれ特性: ノーてんき | 進化前: なし | 進化後: ベロベルト |

薄いピンク色の体で両足や腹部に模様があり、大きく太いしっぽと身長の約2倍 (2.5m) もある非常に長い舌を持つ、二足歩行のサンショウウオの様な姿をしたポケモン。普段は口の中に舌を巻いて収納しているが、舌を1mほど出しているときがあり、これはすぐに舌を伸ばせるようにするための仕草である。完全に口の中に舌を収納したベロリンガを見られるのは野生か落ち着いて寝ているとき程度で、非常に珍しい。
舌の先まで神経が発達しており、舌で微妙な動きや自由自在に伸ばしたりしたりして器用に操り、戦闘の攻撃、防御から獲物の捕食まであらゆる行動をすることができる。初めて見るものは舌で舐め回し、味と感覚で相手を記憶して、獲物にできるかどうか確認する。ただし、異物と感じたものやゴミは吐き出す。唾液には相手を痺れさせる成分が含まれており、舐められると痺れて動けなくなってしまう。この唾液は集めて煮詰めると強力な糊になる。
『赤・緑』『ファイアレッド・リーフグリーン』では野生の個体が出現せず、ゲーム中のトレーナーとの交換でしか入手できない。
『ダイヤモンド・パール』より、進化形のベロベルトが登場した。
TVアニメ版ではロケット団のムサシの手持ちポケモンとして登場。無印146話にて、不意のはずみで少年テルのソーナンスと交換され、彼のポケモンになった。声優は西村ちなみ。DP編ではアオイが預けたポケモンとして登場したが、手違いでべロベルトに進化させてしまう。『サン&ムーン』ではマオの兄・ウルのパートナーとしても登場。
実写映画『名探偵ピカチュウ』では電車の中にいたポケモンとして登場。ティムの顔を舐めた（本人は親切のつもりだったが）。

## ドガース
| 分類: どくガスポケモン | タイプ: どく     | 高さ: 0.6m   | 重さ: 1.0kg        |
| 特性: ふゆう           | かくれ特性: なし | 進化前: なし | 進化後: マタドガス |

人類の生み出した廃棄物質から生まれたポケモンの一つ。風船状に膨らんだ紫の丸い体が特徴。兵器工場の毒ガス貯蔵倉庫で最初に発見された。排ガスや毒ガスなどを詰め込むことで身体を形成している。体が薄いため、近づくと体が透けて体内で猛毒のガスが渦巻いている様子が分かるが、とても臭い。
腹にはドクロマークのような模様があり、この模様は映画『ミュウツーの逆襲』の冒頭に出てくる海賊トレーナーのバンダナの模様や、『ポケモン不思議のダンジョン』のチームフラッグにも使われている。また『青』でのみ、腹にあるドクロの模様が額にあった。
TVアニメ版ではロケット団のコジロウの手持ちポケモンとして登場。AGではポケモンハンター･リョウに捕まった群れが登場、コジロウと別れたマタドガスに守られながら森の奥に逃げた。BWではジムリーダー・ホミカのポケモンとして登場、多くのトレーナーを一体で倒した強者である。サトシのガントルやケンホロウを倒したが、ハハコモリに倒された。声優は佐藤健輔。
『ニンテンドウオールスター!大乱闘スマッシュブラザーズ』では、モンスターボールから登場。周囲にガード不可の「スモッグ」を噴射して攻撃。食らった敵はドガースに引き寄せられるように吹っ飛ぶ。『大乱闘スマッシュブラザーズ for Nintendo 3DS』ではゲームモードの1つ「フィールドスマッシュ」の敵キャラとして登場。周囲に「どくガス」を噴射し、食らったファイターは弱体化する。『大乱闘スマッシュブラザーズ for Wii U』ではゲームモードの1つ「ワールドスマッシュ」のイベントに登場し、1ターンの間「えんまく」でボードを覆い隠す。シリーズを通して声は石塚運昇が担当。

## マタドガス
| 分類: どくガスポケモン         | タイプ: どく     | 高さ: 1.2m       | 重さ: 9.5kg  |
| 特性: ふゆう/ かがくへんかガス | かくれ特性: なし | 進化前: ドガース | 進化後: なし |

ドガースの進化形。ごくまれに、2つの毒ガス成分が長時間吹きだまっている場所や、突然変異で出現することのある双子のドガース。大きく牙があるドガース、普通サイズのドガース（腹のドクロマークは頭蓋骨だけ）、若干小さくて生成途中の顔がないドガースによって構成され、どれもくっついている。顔がないドガースは未成長なだけなようで、稀にレアコイルの様に顔が3つ揃ったマタドガスが見つかることもあるらしいが、未だに登場していない。片方のドガースがふくらむと、もう一方のドガースはしぼむ。これを繰り返すことで体内の毒ガスを混ぜ合わせて、もっと強く、臭くする。
ゴミから出る悪臭やガスを吸いに集まるので、ゴミ捨て場や焼却処分場、リサイクルセンター、埋立地、ヤブクロンの縄張りなどにも出没する。腐った生ゴミから出る悪臭が好きらしく、掃除をしていない民家に住み着いて深夜その臭いを吸っている。マタドガスが出すガスを1000倍に薄めると最高級の香水が出来上がる。
覚える技がかなり豊富であり、どくタイプ技以外にもガスのポケモンらしく「かえんほうしゃ」「だいもんじ」などのほのおタイプの技や、「れいとうビーム」「10まんボルト」「あくのはどう」「だいばくはつ」なども覚える。
TVアニメ版ではロケット団のコジロウの手持ちポケモンとして登場。「ヘドロこうげき」による目潰しや「えんまく」による逃走要因で活躍した。ハンターに捕まったドガースの群れを守るため、涙ながらにコジロウと別れた。声優は石塚運昇。
『大乱闘スマッシュブラザーズDX』では、モンスターボールから登場。「スモッグ」を噴射して周囲のファイターを攻撃しつつ浮かせる。強制スクロールのステージでは、置き去りにされることもある。声優は石塚運昇。
ガラルのすがた
タイプ：どく・フェアリー、高さ：3.0m、重さ：16.0kg。
ガラル地方でのマタドガスの姿。体色は灰色。周囲を緑色のガスが漂い、口周りにヒゲ状にまとわりついているガスも緑色。2つの頭の頭頂部にシルクハット状の煙突が上に高く伸びている。昔は通常の姿だったが、工業の発展に伴い工場が軒を連ね始めたと同時に大気汚染が深刻化し、ほぼ同時期にこの姿に変わった。
汚れた空気や毒ガスを摂取しており、毒素や有害物質のみを抽出・吸収し、結果的に洗浄されたガスは白い水蒸気のように頭頂部の煙突から糞として排出されている。打撃による攻撃の際には頭の煙突を叩きつける。専用技は「ワンダースチーム」。不思議な煙を相手に浴びせて攻撃し、混乱させることがある。
トレーナーでは「ソード・シールド」でジムリーダーのポプラ、「ソード」では加えてライバルのクララが使用する。
『LEGEND アルセウス』にはガラルのすがたのマタドガスに似た煙突が登場しているが、関係は不明である。
アニメ版ではテレビアニメ第7シリーズで初登場を果たし、第46話にてまどろみの森にいた野生の個体として登場。第8シリーズ（『リコとロイの旅シリーズ』）では第19話にてエンジンシティにいたポケモンとして一瞬登場。第29話（『テラパゴスのかがやき』第4話）では野生の個体が登場。ロイに試作用のボールであるチェイスボールを当てられ怒って追い回すもオリオのメタグロスによって撃退された後、仲間を大勢引き連れなおも襲い掛かるも、フリードの提案により工場の煙突から噴き出す煙を食べさせることでおとなしくなった。

## サイホーン
| 分類: とげとげポケモン       | タイプ: じめん/ いわ | 高さ: 1.0m   | 重さ: 115.0kg    |
| 特性: いしあたま/ ひらいしん | かくれ特性: すてみ   | 進化前: なし | 進化後: サイドン |

サイのような姿をしたポケモン。草原や荒野に生息する。全身に先の丸いとげが生えており、鼻の位置に一本の角を有す。角が長い方が♂。頭はあまり良くないが骨は人間の1000倍の硬度で、突進を始めると道にある物全てを気にしなくなるという。特にマンションや高層ビルでさえ、突進一発で粉々にする。頭の悪さが相まって突進し始めた理由も忘れ、何も気にせず果てしなく突進し続ける。半径10キロメートルもの範囲を縄張りにしているが、走り続けて縄張りを忘れてしまうため、生息地が広がっている。カロス地方ではサイホーンレースという競馬のような競技があり、一部の道路にはトゲだらけの地面を走破するためにサイホーンに乗ったまま移動できる場所がある。
TVアニメ版では第35話に登場。サトシが捕獲しようとしてサファリボールを投げたが、たまたまその間を横断しようとしたケンタロスの群れに当り、代わりにケンタロスが捕まった。また、「ポケットモンスターＸＹ」では、セレナの住むアサメタウンの彼女の家にいる個体や、XY＆Z第16話「マスタークラスへの試練、どうするセレナ！？」では、別個体のサイホーンが登場しており、セレナに懐いていた。
『ミュウツーの逆襲』ではソラオのポケモンとして登場、ミュウツーに「たいあたり」するが受け止められた挙句そのまま弾かれてしまった。その後はコピーと対戦する。
『Let's Go! ピカチュウ・Let's Go! イーブイ』では乗れるポケモンとして登場。速さは遅い。
第5世代までリザードンとサイホーンの鳴き声は全く同一であった。

## サイドン
| 分類: ドリルポケモン         | タイプ: じめん/ いわ | 高さ: 1.9m         | 重さ: 120.0kg      |
| 特性: いしあたま/ ひらいしん | かくれ特性: すてみ   | 進化前: サイホーン | 進化後: ドサイドン |

サイホーンの進化形。進化に伴い二足歩行を行うようになる。二足歩行が脳の発達を促し、ひたすらに突進を繰り返すのみだったサイホーンに比べ険しい山にも住めるようになるなど知能の面でも向上が見られるが、乱暴な性格や物忘れのひどさには変化がない。鼻先にはドリルのような形状の角を持ち、回転させて相手を貫く。サイホーン同様、角が長い方が♂。その威力は一撃で高層ビルをも破壊するほどだという。仲間同士ぶつけ合って磨き上げている。さらに鎧のように頑強な皮膚は、大砲の砲撃や2000度のマグマにも耐えうるが、一方でちょっとした刺激に対して気が付かないなど鈍感な側面もある。
『ダイヤモンド・パール』では新たに進化形のドサイドンが登場した。
ゲームでは多数のトレーナーが使用し、中でもカントー地方のチャンピオン→トキワのジムリーダー・グリーンのものが知られている。『赤・緑』ではロケット団ボス兼トキワのジムリーダー・サカキも切り札として使用する（アニメ『ポケモン THE ORIGINS』にも登場した）。
『Let's Go! ピカチュウ・Let's Go! イーブイ』では進化前のサイホーン同様、乗れるポケモンとして登場。進化前・後で乗れることのできる唯一のポケモン。速さは進化前のサイホーンと同じ。主人公を後頭部、ピカチュウ・イーブイを肩に乗せる。
TVアニメ版では第57話にカツラのポケモンとして登場。サトシのピカチュウの電撃をものともしないが、角に「かみなり」を浴びせられて倒れる。オレンジ諸島編では通常より大きめの個体（サトシのカビゴンとほぼ同じ大きさ）が登場し、サトシのカビゴンの「メガトンパンチ」で吹っ飛ばされた。金銀編とDPで「なみのり」を覚えているサイドンが登場する話が1回ずつある。前者は苦手な水を恐れない野生の個体がエリコ（声 - 冬馬由美）にゲットされ、下水道近くのトンネルを掘るために活躍。後者はタッグバトル大会の相手ポケモンとして登場し「なみのり」でサトシのピカチュウとシンジのヒコザルを襲うもピカチュウが波に向かって「アイアンテール」を繰り出し、その衝撃で波から落とされ敗北する。
『セレビィ 時を超えた遭遇』では、野生の個体が数体登場。森のポケモンたちと共にビシャスからセレビィを助けようと集まるシーンでは、暴走したセレビィの攻撃から唯一吹き飛ばされずに耐えながら後ろに引きずられていく描写がある。
テレビアニメ第8シリーズ（『リコとロイの旅シリーズ』）ではエクスプローラーズのメンバーであるジル（声 - 田邊幸輔）のパートナーとして第1話から登場。オリオのメタグロスに勝利しているが、ロイのホゲータの「ひのこ」に敗北。使用する技は「ロックブラスト」（第1話から使用）、「メガホーン」（第25話から使用）、「すなあらし」（第25話で使用しかけたが、失敗する）、「いわなだれ」（第87話から使用）。また、ぐるみんの動画でのリスナー時のハンドルネームである「サイドンの筋肉」という名前の由来でもある。性別は♂。声優はライジングボルテッカーズのメンバーであり料理人でもあるマードック役の三宅健太（第103話のエンディングクレジットで判明）。他にも第26話（『テラパゴスのかがやき』第1話）から変更されたオープニング映像およびエンディング映像にも登場。

## ラッキー
| 分類: たまごポケモン               | タイプ: ノーマル           | 高さ: 1.1m       | 重さ: 34.6kg     |
| 特性: しぜんかいふく/ てんのめぐみ | かくれ特性: いやしのこころ | 進化前: ピンプク | 進化後: ハピナス |

ピンプクの進化形（『ダイヤモンド・パール』以降）。卵のような見た目で♀しか存在しないポケモン。外見は薄桃色の丸い体で、腹部のポケットに卵を抱えている。その外見と生息数がとても少ない事で、いつしかラッキーを持っているトレーナーは幸せになれるという言い伝えが出来た。普段は持っている卵を割らないように気をつけて歩いており、じっとしている時は両手を合わせている事が多い。卵の栄養価はとても高く、食べるとかなり美味とされる。そのため卵を狙う人間や他のポケモンも少なくないため、それらから必死で逃げるうちに逃げ足が速くなったと推測される。『金・銀』からは進化形のハピナスが、更に『ダイヤモンド・パール』からは進化前のピンプクが登場している。通常レアリティでは最もレア度が高いポケモンのひとつ。
ゲームではHPやとくぼうが高く、非常にタフなポケモン。ラッキーとハピナスの専用技として「タマゴうみ」がある。
ポケモンスタジアムでは耳で宙に浮くシーンがあった。
TVアニメ版のラッキーは各地のポケモンセンターに配属されており、ジョーイのサポートをしている。初登場は第2話で、重傷を負ったピカチュウを乗せたストレッチャーを押していった。「ラッキー看護学校」というラッキー専門の学校もある。過去にラッキー看護学校に間違えて入学したムサシが、そこで一匹のラッキーと仲良くなった。『ダイヤモンド&パール』ではタケシのピンプクが進化する形で登場。声優は進化前と同様に伊東みやこ。
テレビアニメ第8シリーズ（『リコとロイの旅シリーズ』）ではライジングボルテッカーズのメンバーで医療班でもあるモリー（声 - 真堂圭）のパートナーとして登場。他にも第2話から使用されたオープニング映像および第26話（『テラパゴスのかがやき』第1話）から変更されたオープニング映像およびエンディング映像にも登場。
また、アニメにおけるラッキーは通常の個体と比べて怪力で腕っぷしの強い設定（片手でトレーナーやポケモンを軽々と持ち上げる、生身の状態で大岩を粉々に砕くなど）で描かれていることが多い。
webアニメ『ポケモンジェネレーションズ』ではモミのポケモンとして第10話に登場。声優はこおろぎさとみ（英語版でも共通）。
『ポケットモンスター 4コママンガ劇場』では主にコイキングネタが主流の藤凪かおるの作品で突っ込み役として登場するが、このラッキーは2巻のみ公式のとは違い黄色で描かれている。藤凪はこれについて自身のホームページで「当時はモノクロの資料しかなく、色がわからなかった」と述懐している。性別はメスしか存在しないが、当初は性別の概念がニドランとその進化系を除き存在しなかった為、マンガでは一人称が「僕」のラッキーも存在し、男性口調で喋る個体もいた。穴久保幸作の漫画版でも一人称が「僕」だった。劇場版「みんなの物語」の小説版ではトリトのラッキーの一人称が「ボク」になっている（作者がラッキーがメスしかいない事を知らなかったと思われる）。
『ニンテンドウオールスター! 大乱闘スマッシュブラザーズ』では、モンスターボールから登場するものと、ステージ「ヤマブキシティ」のギミックとして登場するものがいる。どちらも「タマゴうみ」で周囲に卵を置く。卵は投げることができ、割れると別のアイテムが出てくるが、たまに爆発する「タマゴばくだん」も混じっている。ステージギミックのラッキーは触れたファイターのダメージが回復する他、攻撃して吹っ飛ばせる。『大乱闘スマッシュブラザーズDX』ではモンスターボールからのみ登場。投げられない代わりに取得するとダメージが回復する卵も存在する他、ラッキー本体を攻撃して吹っ飛ばせるようになった。
2019年2月には、福島県を応援する「ふくしま応援ポケモン」に任命された。以降、様々なコラボレーション商品が販売され、県内各地にはラッキーがデザインされたマンホールの蓋のポケふたが設置されている。2021年12月12日には福島県浪江町にラッキーをモチーフにした公園「ラッキー公園 in なみえまち」が開園し、その後、同県の郡山市、昭和村、柳津町でも順次開園した。ポケモンをモチーフにした公園は「ラッキー公園」が全国初となる。

## モンジャラ
| 分類: ツルじょうポケモン         | タイプ: くさ               | 高さ: 1.0m   | 重さ: 35.0kg       |
| 特性: ようりょくそ/ リーフガード | かくれ特性: さいせいりょく | 進化前: なし | 進化後: モジャンボ |

絶え間なく動く青いツルが本体を覆う、本体が良く分からない変わったポケモン。丸い目と赤い長靴のような足だけがツルから出ている。葉や花びらや毒を主な攻撃手段とするくさポケモンの中では特異な、ツルを使った攻撃を主体とする。ツルでくすぐり、その隙に逃げる。ツルは切れやすいがまたすぐ生えてくる。ツルから独特の香りが漂い、ガラルではハーブとして使われている。
『ダイヤモンド・パール』より、進化形のモジャンボが登場した。
『ダイヤモンド・パール』では野生のモンジャラが出現しないため、GBA版からパルパーク経由で送るか、『プラチナ』『ハートゴールド・ソウルシルバー』から通信で送る必要がある。
TVアニメ版ではタマムシジムでエリカが使用。ジム戦ではサトシのフシギダネに「つるのムチ」で手繰り寄せられるも、至近距離で「しびれごな」を浴びせて動きを封じる事で勝利しているが、ヒトカゲに敗れる。

## ガルーラ
| 分類: おやこポケモン       | タイプ: ノーマル           | 高さ: 2.2m   | 重さ: 80.0kg |
| 特性: はやおき/ きもったま | かくれ特性: せいしんりょく | 進化前: なし | 進化後: なし |

怪獣の様な姿で、おなかの袋に子供を入れて育てるという有袋類のカンガルーのような特性を持つポケモン。大きく茶色いほうが親で小さく青いほうが子供であり、基本的に♀しかいない。進化系統がなく、人間がタマゴを孵した時から既におなかの袋に子供がいるため、その生態についてはまだ謎が多い。子供を押し潰さないように、座った体勢で寝る。天敵がいない安全な場所・条件下でのみ子供を袋から出して遊ばせるが、その間も常に監視の目を光らせる。子供は約3年で親離れし、子供の一人立ちに嬉しさと寂しさがこみ上げ、どんなに強い母親もこの時ばかりは激しく号泣する。子供がいないガルーラが遭難した人間の子供を保護したという記録もあった。「メガトンパンチ」「ピヨピヨパンチ」「グロウパンチ」などといったパンチ攻撃も多く覚える。
『赤・緑』ではサファリゾーンにしか出現しない上に、捕獲するのが難しいポケモンの一種だった。
『X・Y』では「メガガルーラ」へとメガシンカを遂げる。
メガガルーラ
タイプ：ノーマル、高さ：2.2m、重さ100.0kg、特性：おやこあい。
メガシンカの爆発的なエネルギーが、親ではなく袋にいる子供の方に作用、一時的に成長してよりガルーラらしい外見となり、袋から飛び出す。親に外見上の変化はないため高さはそのままだが、子供が成長した分重さが増加している。
メガシンカのエネルギーは子供の方に作用するものの、メガガルーラとして戦闘力が大きく上昇するのは、むしろ子供の成長に喜んだことで張り切った親個体の方である。子供の方は負けん気ばかりが強くなるため母親としては喜ぶ一方気が気ではなく、その背中をみて将来を少し心配する気持ちと、いずれ訪れる別れに思いをはせる気持ちも同居する。一時的な成長のためか、子供は足腰がおぼつかず時折よろけるが、母親がすかさずそっと手を添えて支える。
メガシンカすると、「HP」を除いた全ての能力がバランスよく上昇する。特性は「おやこあい」となり、2回連続攻撃が可能になるため、攻撃時の追加効果が発動する機会も増える。
TVアニメ版では第34話「ガルーラのこもりうた」で初登場。ガルーラ同士で群れを作り、その群れの中で育つ人間の野生児がメインとなった物語。ガルーラの声優は小林幸子が担当した。『2019年版』第1話にて、ピカチュウがサトシと出会う数年前、ピカチュウがまだピチューだった頃に深い関わりのあるポケモンとして登場。ガルーラの子供の声優は飯豊まりえ。この話のピチューもピカチュウと同じく大谷育江が演じた。
また、小林幸子は「ガルーラ小林」名義で「ポケモン音頭」を歌っている。同曲のビデオではガルーラをモチーフとした派手な衣装を身に纏って登場している。
『Let's Go! ピカチュウ・Let's Go! イーブイ』では乗れるポケモンとして登場。主人公を肩にのせ、ピカチュウ・イーブイを子供と一緒にお腹の袋に入れて移動する。速さは普通。
スマートフォン用アプリ「Pokémon GO」では、オセアニア（オーストラリア・ニュージーランド）のみに出現する地域限定ポケモンとして設定されている。

## タッツー
| 分類: ドラゴンポケモン     | タイプ: みず         | 高さ: 0.4m   | 重さ: 8.0kg      |
| 特性: すいすい/ スナイパー | かくれ特性: しめりけ | 進化前: なし | 進化後: シードラ |

タツノオトシゴのような姿をしたポケモン。口から墨を吐いて逃げる。背中のひれで自由自在に泳げ、前を向いたまま後ろに移動することもできる。初期の公式イラストには、背鰭が無い代わりに1対の胸鰭を備えたものがあった。巻かれている尻尾は体のバランスを取るためのもの。分類はドラゴンポケモンだが、進化後のシードラと同じくドラゴンタイプは持たず、みずタイプのみであり、さらに進化したキングドラになってようやくドラゴンタイプを含むようになる。
TVアニメ版ではメノクラゲが大量発生する話で初登場。墨を吐いて海面にメノクラゲとドククラゲの絵を描いて危険を知らせようとした。事件が解決した後にカスミの手持ちに加わる。トサキントと同様に水辺以外での活躍がほとんどなかったが、ロケット団に拐われた際の道中で地面に墨を吐き続けて道のりの目印を残すという賢い一面を見せた。

## シードラ
| 分類: ドラゴンポケモン       | タイプ: みず         | 高さ: 1.2m       | 重さ: 25.0kg       |
| 特性: どくのトゲ/ スナイパー | かくれ特性: しめりけ | 進化前: タッツー | 進化後: キングドラ |

タッツーの進化形。海生ポケモンの一種で珊瑚礁を住処としている。タッツーの持っていた全身のヒレが鋭い毒針に変化し、目つきもあわせ攻撃的な外見となった。進化の過程で遺伝子にも変化が生じているが、これがシードラの外見に影響を与えたのか、或いはキングドラに進化するための布石なのかは定かではない。全身の毒針は麻痺性の毒を分泌しており、不用意に接触を試みると刺されて気絶してしまうこともある。縄張り意識が強く、シードラの巣周辺で珊瑚を採ろうとしたダイバーが刺される事故が後を絶たない。一方で毒針や骨は漢方薬の原料として珍重されてもいる。泳ぎは得意であり、前進はもちろん、吸い込んだ水を一気に吐き出して後ろへ泳ぐことも可能。水中で回転して渦潮を作り出し、獲物を弱らせてから丸呑みで捕食する。子育てをオスが行う習性を持つ。
『金・銀・クリスタル』以降は更にキングドラへ進化できるようになった。
TVアニメ版では第76話でコームの二番手として登場。サトシのキングラーと戦い「こうそくいどう」で翻弄するが、キングラーの「あわ」で滑って宙に飛ばされてしまい「クラブハンマー」で敗れた。『ミュウツーの逆襲』ではウミオのポケモンとして登場、ギャラドスやドククラゲとは違い、陸上でのバトルや行動のシーンはないが、陸上に立っているシーンはある。オレンジ諸島編ではアツミのポケモンとして登場。サトシのゼニガメと「みずでっぽう」で射撃対決をし引き分ける。

## トサキント
| 分類: きんぎょポケモン       | タイプ: みず           | 高さ: 0.6m   | 重さ: 15.0kg       |
| 特性: すいすい/ みずのベール | かくれ特性: ひらいしん | 進化前: なし | 進化後: アズマオウ |

キンギョ（トサキン）のような姿をしたポケモン。実際のキンギョと異なり、頭部に角を持つのが特徴。角が長い方がオス。発達した尾鰭や胸鰭を動かして、5ノットの速さで海中を優雅に泳ぐ姿から、「水中の女王」や「水の踊り子」とも呼ばれる。その優雅さに見惚れて取り逃がすトレーナーも多い。自分の美しい外見には強いプライドを持っている。産卵の時期になると、集団で滝を登る。しかし角による突進力は凄まじく、ガラス窓をも割るほど。
TVアニメ版ではカスミのポケモンとして登場。地上ではただ跳ねているだけだが、水中では優雅かつ可憐な泳ぎを披露しており、水中戦では大活躍する。色っぽい声で鳴く。声優は大谷育江。他にも別個体が池に落ちたピカチュウに角で攻撃した。
『大乱闘スマッシュブラザーズシリーズ』ではアイテム「モンスターボール」から出現するポケモンの一体として登場。出現後「はねる」だけのいわゆるハズレとしての扱いだが、この役割にトサキントが採用された経緯について、ディレクターの桜井政博はTVアニメ版におけるトサキントの声から着想したとしている。コイキングと似たような扱いを受けている。

## アズマオウ
| 分類: きんぎょポケモン       | タイプ: みず           | 高さ: 1.3m         | 重さ: 39.0kg |
| 特性: すいすい/ みずのベール | かくれ特性: ひらいしん | 進化前: トサキント | 進化後: なし |

トサキントの進化形。トサキントと同様にキンギョ（アズマニシキ）のような姿をしており、黒い斑点が多いのが特徴的。雄が雌に求愛行動を行うために川の上流に集まると、一面が真っ赤に染まる。この時期の雄は身体に脂がのり、色もより鮮やかになる。角で岩に穴を開け、そこに卵を産む。これは川の流れで卵が流されないようにするため。警戒心が強く、巣の周りをオスとメスが交互にパトロールを行う。トサキント同様、角が長い方がオス。
『ポケットモンスターを極める本』には「アズマオウは食べられるかどうかはわからないが魚だ。かなり脂が乗ってそうだし、やはり焼くのがベストなのか」と、ライターが食材として意識しているかのような記述があった。
TVアニメ版では『ポケットモンスター アドバンスジェネレーション』にてルネシティのジムリーダー・アダンが使用する。ジョウト編にて釣ったアズマオウの大きさを競う、アズマオウフィッシング大会というイベントもある。サトシも一時期アズマオウを釣ってゲットしたが、その後研究所に預けたか逃がしたかは不明。

## ヒトデマン
| 分類: ほしがたポケモン         | タイプ: みず           | 高さ: 0.8m   | 重さ: 34.5kg       |
| 特性: しぜんかいふく/ はっこう | かくれ特性: アナライズ | 進化前: なし | 進化後: スターミー |

ヒトデのような姿をしたポケモン。体色は茶色。実際のヒトデには性別があるが、ヒトデマンは雌雄同体であり、性別は定義されていない。体の中心部には「コア」と呼ばれる発光体を持ち、夜になるとコアが赤く点滅する。実際のヒトデ同様、体の一部が欠損しても再生する。
『ファイアレッド・リーフグリーン』での入手方法はシェルダーと対となっている。
TVアニメ版ではカスミのポケモンとして登場。カスミのポケモンの中でも活躍機会が多く、「ヘアッ!」という独特な鳴き声はウルトラマンのパロディ。声優は三木眞一郎。
『大乱闘スマッシュブラザーズシリーズ』では、『DX』以降でアイテム「モンスターボール」から出現するポケモンの一体として登場。敵キャラの横につけ、「スピードスター」を連射して攻撃する。

## スターミー
| 分類: なぞのポケモン           | タイプ: みず/ エスパー | 高さ: 1.1m         | 重さ: 80.0kg |
| 特性: しぜんかいふく/ はっこう | かくれ特性: アナライズ | 進化前: ヒトデマン | 進化後: なし |

ヒトデマンの進化形。五芒星を2つ重ね合わせたような形状をしている。体色も紫になった。体の中心部にあるコアは八角形になり、色の鮮やかさも増した。夜になるとヒトデマンと共に夜空に向けてコアを点滅させる。この際、コアからは電波が発せられている。また、その幾何学的な形状から一時期「地球外生命体ではないか」と地元では囁かれており、更に噂に尾ひれが付いたのか宇宙からの侵略者としても疑われる羽目になっている。餌はプランクトン。
ヒトデマンに「みずのいし」を与えると進化する。みずタイプでありながら「10まんボルト」などのでんき技も覚える。『赤・緑・青・ピカチュウ』では対戦で特に人気の高いポケモンだった。
『赤・緑』および『ファイアレッド・リーフグリーン』ではハナダジムのカスミが繰り出してくるポケモンであり、「じこさいせい」を使ってくる（『ファイアレッド・リーフグリーン』のみ）ため序盤の強敵となる。そのほかに『X・Y』で四天王のズミが使用。
TVアニメ版ではカスミのポケモンとして登場。ヒトデマンの次に出番が多くバトル数もそれなりにあった。声優は愛河里花子。オレンジ諸島編ではジギーのポケモンとして登場。「10まんボルト」を覚えておりサトシのゼニガメを苦しめるも新たに覚えた「ハイドロポンプ」で技を防がれ「ロケットずつき」で敗北。また、金銀編では「スターミーズ」というプロ野球チームが登場。ジョウトリーグではモエがジュンイチ戦で使用（バトルの描写は無い）。「10まんボルト」を覚えていることが実況で明かされた。
『ニンテンドウオールスター! 大乱闘スマッシュブラザーズ』では、モンスターボールから登場。敵キャラを追尾してから正面へ「スピードスター」を連射して攻撃する。
『Let's Go! ピカチュウ・Let's Go! イーブイ』では乗れるポケモンとして登場。乗れるのは陸上のみで、みずタイプであるにもかかわらず、何故かヒジュツ・ミズバシリによる移動水上移動ができない。

## バリヤード
| 分類: バリアーポケモン     | タイプ: エスパー/ フェアリー | 高さ: 1.3m     | 重さ: 54.5kg       |
| 特性: ぼうおん/ フィルター | かくれ特性: テクニシャン     | 進化前: マネネ | 進化後: バリコオル |

二足歩行する人型のポケモン。メイクしたような表情や大きな手袋など、どことなく道化師を思わせるようなユニークな外見が特徴。パントマイムが得意で、指先から発する不思議な波動で空気を固めるため、パントマイムで作った壁が実際に現れるという。パントマイムを邪魔した場合『ソード・シールド』では使用できないが、怒りのあまり「おうふくビンタ」で襲い掛かる。当初は指の本数が4本であったが、『ファイアレッド・リーフグリーン』以降はゲーム中のグラフィック、公式イラスト共に5本指になった。なお、英語名は Mr. Mimeで男性の敬称であるMr.が付いているが、♀も存在する。『ダイヤモンド・パール』からは進化前のマネネが登場している。『X・Y・オメガルビー・アルファサファイア』からは、フェアリータイプが新たに追加されている。
ゲーム中では『赤・緑・青・ピカチュウ・ファイアレッド・リーフグリーン・金・銀・ハートゴールド・ソウルシルバー』でヤマブキシティジムリーダーのナツメ、『ダイヤモンド・パール・プラチナ』で四天王のゴヨウ、『X・Y』でクノエシティジムリーダーのマーシュが使用する。
TVアニメ版では第64話で二体が初登場。ポケモンサーカスの個体は団長から虐待の指導によってぐうだらになってしまっていたが、その後団長が改心しバリヤードも団長を受け入れた。もう一体は野生の個体でサトシの母・ハナコに手料理を振る舞われたことで懐き、以降はサトシの家で家事を手伝っている。ハナコは「バリちゃん」と呼ぶ。2019年のアニメ版ではサトシの世話をするためにサクラギ研究所に残った。サトシの手持ちポケモンとしても活躍している。声優はうえだゆうじ。『ダイヤモンド&パール』ではキジュウロウ（声 - 小山力也）のポケモンとして登場。「かみなりパンチ」で一度はサトシのブイゼルを倒したが、再戦では「れいとうパンチ」を覚えたブイゼルに敗れた。
実写映画『名探偵ピカチュウ』では事件を知っているポケモンとして登場。得意のパントマイムでピカチュウとティムに事件の内容を説明した。
スマートフォン用アプリ「Pokémon GO」では、ヨーロッパのみに出現する地域限定ポケモンとして設定されているが、2017年8月9日から8月15日にかけて横浜市の赤レンガパークおよびカップヌードルミュージアムパークで開催されたリアルイベント「Pokémon GO PARK」の会場内において、イベント期間限定でバリヤードが出現した。
『Pokémon UNITE』では操作ポケモンとして登場。得意のエスパー技や壁張りを駆使して遠距離・近距離の相手に強く出せるのが得意。ユナイトわざはパントマイムで攻撃する「It`sショータイム」。
ガラルのすがた
分類：ダンスポケモン、タイプ：こおり・エスパー、高さ1.4m、重さ56.8kg、特性：やるき/バリアフリー/アイスボディ（隠れ特性）。ガラル地方でのバリヤードの姿。体色が全体的に青くなっている。手袋がミトン状になっており、胸部に氷のネクタイ、靴の裏に氷が張られている。通常と違いパントマイムではなくタップダンスが得意なため壁を張らなくなったが、足の裏から発する冷気で床を作りそれを「バリアー」にする。1日中タップダンスの練習に励んでいる。バリコオルに進化する。

## ストライク
| 分類: かまきりポケモン           | タイプ: むし/ ひこう       | 高さ: 1.5m   | 重さ: 56.0kg     |
| 特性: むしのしらせ/ テクニシャン | かくれ特性: ふくつのこころ | 進化前: なし | 進化後: 本文参照 |

カマキリに似た風貌を持つポケモン。体色は緑だが、色違いの方が若干濃い。大きな羽とカマが特徴。鋭いカマで獲物を切り裂く。動きが素早く、残像しか見えないほど。特に草むらの中では好都合と言っていいくらい身を隠せる。羽を使って飛ぶ姿を稀に目撃されるが、体重の関係で長時間飛ぶのは苦手らしい。その身のこなしから忍者に喩えられることも多い。また、赤い色を好む習性を持つ。雌雄の違いはほとんど目立たないが、ハッサムと同様にメスの方がお腹が長い。
『金・銀』以降はメタルコートを持たせて通信交換するとハッサムに、『LEGENDS アルセウス』ではくろのきせきを使うとバサギリにも進化する。
『赤・緑』『ダイヤモンド・パール』での入手方法はカイロスと対になっている。
ポケモンスタジアムシリーズでは時々カマを舐めたりカマを構えるかのようなポーズをするためにかなり前傾となっていたが、ポケモンバトルレボリューションでは前傾がやや控えめになっている。
TVアニメ版では第41話で緑の服を着たヤスジムリーダーのポケモンとして登場。赤い物を見ると興奮し、暴れまわる。エレブーと戦った。『ミュウツーの逆襲』ではソラオのポケモンとして登場、ミュウツーに捕まりコピーと対戦する。オレンジ諸島編ではケンジのパートナーポケモンとして登場しており、かなりの高齢で、通常種に比べて目元のシワと両頬のヒゲが目立つ。元々は群れのリーダーで傷ついたところをゲットされた。バトルの実力はかなり高いが、歳のせいで体力が切れやすく長期戦が苦手という弱点を持っている。アニメシリーズ最終回でも健在であり、ケンジの背中を後ろから押していた。声優は石塚運昇。他にもゲストとして何度か登場した。2019年に放送されたアニメではゴウのポケモンとしても登場した。ヒバニーとバトルし、ゲットされた。こちらの声優は三木眞一郎。

## ルージュラ
| 分類: ひとがたポケモン | タイプ: こおり/ エスパー | 高さ: 1.4m         | 重さ: 40.6kg |
| 特性: どんかん/ よちむ | かくれ特性: かんそうはだ | 進化前: ムチュール | 進化後: なし |

黄色の長い髪、大きな唇と真ん丸い目のユニークな顔をした、赤いドレスを着たような人間の女性に近い容姿を持つ♀のみのポケモン。スカートの中は空洞になっており、下半身らしき部分はないため実は浮いている。腰を左右に振りながら歩く。アローラ地方のルージュラは、その動きのキレが素晴らしいと言われている。人の言葉のような鳴き声を発するため、この鳴き声について研究する者もいる。ガラルのルージュラは美しく繊細な声の持ち主が多くファンもいるほどだが、一部の地域では氷の女王と恐れられている。
ゲームでは、現在確認されているポケモンの中で最も鳴き声が長い。ポケモンだいすきクラブが発表したデータによると、第一世代のポケモンの中で鳴き声の長いポケモンの第1位である。
TVアニメ版では番外編「ルージュラのクリスマス」で初登場。壊れた人形を持ち去られた（実は直すために持ち帰った）事に恨みを持つムサシが復讐を企みプレゼントを独り占めしようとするが、ルージュラ達が「サイコウェーブ」で撃退。声優は田中真弓。その後も別個体として度々登場しており、主にトレーナーのポケモンとして登場している。四天王カンナも使用しており、ロケット団を「れいとうパンチ」で凍らせ「ふぶき」で撃退した。また、ジョウト編のエンディングテーマ『タケシのパラダイス』にてタケシにキスを迫るオチとして登場しており、「めざせポケモンマスター」の第3話では肌の色が黒から紫色に修正された映像が使われた。
第1世代の対戦では、相手を眠り状態にする「あくまのキッス」と3割の確率でこおり状態（第1世代の仕様では実質戦闘不能の状態）の追加効果を与える「ふぶき」を両方使えることからメタゲームに進出していた。事実、ニンテンドウカップ97では決勝進出者15人中5人が採用している。
ポケモンスタジアムやポケモンでパネポンでは、倒されるとバナナの皮のような髪だけが残るシーンがあった。
『ポケットモンスター 4コマ漫画劇場』で魔神ぐり子がネタとして起用して以降はブサイクキャラが定着し、様々な漫画家の作品でネタにされた。自分のことを美しいと思いこんでいる点も共通している。
2000年に米国の評論家キャロル・ボストン・ウェザーフォードが、ルージュラの初期のデザイン（黒い肌・分厚い唇）が人種差別的であるとして批判。これを受けてルージュラの体色は『ファイアレッド・リーフグリーン』以降、紫色になった。この問題により、海外では「ルージュラのクリスマス」など一部のエピソードが欠番扱いとなっている。

## エレブー
| 分類: でんげきポケモン | タイプ: でんき     | 高さ: 1.1m         | 重さ: 30.0kg       |
| 特性: せいでんき       | かくれ特性: やるき | 進化前: エレキッド | 進化後: エレキブル |

黄色地に黒い虎柄の模様をしたポケモン。額にはV字、腹部には稲妻のような模様がある。エラの張った顔をしており、頭部にはアンテナのような2本の角を持つほか、頭頂部の毛が跳ねているのが特徴。強力な電気を好み、発電所などに現れては電気を食べる。常に全身から電気を放出しているため近づくだけで髪の毛が逆立ってしまう。発電所から姿を消すと大停電を引き起こすらしい。これまで発電所トラブルの原因はエレブーにあると疑われていたが、実際は単なる人為的ミスであることが発覚したため、最近ではエレブー対策にじめんタイプを仕掛ける発電所も多くなった。色を識別する能力を持ち、特に赤色を好む習性がある。雷を浴びせることで大容量の電気を溜め込ませ、非常電源の様にいつでもどこでも電気を使えるようにする研究が進められている。
ポケモンシリーズ登場当初の『赤・緑・青・ピカチュウ』は進化前も進化形も設定されていなかったが後続作品の『金・銀・クリスタル』から進化前のエレキッドが登場し、また『ダイヤモンド・パール・プラチナ』からは進化形のエレキブルが登場している。
『赤・緑・青・ピカチュウ』では『赤』の「無人発電所」に野生が出現するのみで、いずれのバージョンもゲーム中のトレーナーは、でんきポケモン使いのジムリーダーであるマチスを含め誰も使用しないため、非常に珍しいポケモンであった。マチスはその後、『金・銀・クリスタル』と『ハートゴールド・ソウルシルバー』（初戦時）ではエレブーを新たな切り札にしており、再戦では進化形のエレキブルが賞金首として受け継がれている。
ポケモンスタジアムでは体力がなくなると、急に苦しそうな表情をしたと思いきや急に立ち上がってそのまま倒れるというコミカルな演出となっている。
TVアニメ版ではゲストキャラのポケモンとして登場するほか、『ダイヤモンド&パール』ではシンジの手持ちポケモンとして登場。他方、金銀編において「エレブーズ」というプロ野球チームの存在が明らかとなり、エレブーズの応援歌も存在するが、チームの成績はあまり良くない模様。オレンジ諸島編ではジギーのポケモンとして登場。サトシのピカチュウの「10まんボルト」を吸収し、「でんこうせっか」もパワーの差で弾き飛ばし、最後は威力の上がった「かみなりパンチ」を食らわせ勝利。ヘッドリーダーのユウジも使用、相性を覆すレベルの差で「10まんボルト」を纏ってサトシのフシギダネの「はっぱカッター」を防ぎ、「かみなりパンチ」で倒したが、リザードンとは互角に戦い「ちきゅうなげ」で倒された。ジョウトリーグではモエのポケモンとしても登場、ほのおタイプをメインに使用するためみず対策として手持ちに入れている。「ひかりのかべ」で防御し「かみなりパンチ」でサトシのワニノコを負かし、ゼニガメも「アイアンテール」で「みずでっぽう」を受け流して追いつめるも「10まんボルト」を回避されてからの「ロケットずつき」に敗北。これ以外にホウエンリーグ予選ではマサムネのダンバルの対戦相手として登場。「まもる」で「とっしん」を防ぐことでダンバルのみ反動ダメージを与えつつ「かみなりパンチ」、「でんこうせっか」、「10まんボルト」を食らわせたものの、あと一歩のところでダンバルがメタングに進化。「かみなりパンチ」を「ねんりき」で止められ「とっしん」を食らい敗北。

## ブーバー
| 分類: ひふきポケモン | タイプ: ほのお     | 高さ: 1.3m     | 重さ: 44.5kg       |
| 特性: ほのおのからだ | かくれ特性: やるき | 進化前: ブビィ | 進化後: ブーバーン |

火山の火口付近で生息しているポケモンだが、発見例は少ない。尖った唇と垂れ下がった目をした間の抜けた表情をしている。全身が煮えたぎるような赤色に包まれている。マグマの中でも平気で活動できる上、炎に包まれると体の模様によってカモフラージュ効果が出る。体温は1200度にも達する。獲物も炎で焼き払って仕留めるが、やり過ぎて焦がしてしまい後悔する事も多い。体の表面には太陽と同じ炎のゆらめきが発生している。
エレブー同様、第2世代で進化前のブビィ、第4世代で進化後のブーバーンが登場している。
『赤・緑・青・ピカチュウ』では『緑』の「ポケモン屋敷」にのみ出現し、『赤・緑・青・ピカチュウ』のいずれもエレブー同様、ゲーム中のトレーナーが誰も使用しないため、非常に珍しいポケモンであった。エレブー同様、一般のトレーナーはおろか、ほのおポケモン使いのジムリーダーであるカツラでさえ使用しなかったが、『金・銀・クリスタル』と『ハートゴールド・ソウルシルバー』（初戦）では新たな切り札として手持ちに加えており、再戦時にはブーバーンに進化している。
TVアニメ版ではグレンジムジムリーダー・カツラの切り札として登場。サトシのピカチュウの電気技を爪の空気レンズ（熱で光を曲げる現象）を利用する事でかわし、「ほのおのパンチ」や「だいもんじ」でピカチュウにやけどを負わせ、サトシにギブアップを決断させた。後日火山の火口にて行われたジム戦でサトシはリザードンで再戦、互角に戦うが「ちきゅうなげ」を受けて敗れた。シゲルも所有し、シロガネ大会でサトシのヘラクロスと戦い、「だいもんじ」を纏って突撃し至近距離からの「かえんほうしゃ」で追い詰めるが、ヘラクロスの翅の羽ばたきで炎を吹き消され、「メガホーン」を受けて敗れた。シンジもブーバーをゲットし、ブーバーンに進化している。ゲストキャラの手持ちとしての出番も多い。

## カイロス
| 分類: くわがたポケモン           | タイプ: むし               | 高さ: 1.5m   | 重さ: 55.0kg |
| 特性: かいりきバサミ/ かたやぶり | かくれ特性: じしんかじょう | 進化前: なし | 進化後: なし |

「くわがたポケモン」という分類の名の通りクワガタムシに似た形態を持つポケモン。しかし、鋭い歯が並列した口部や、羽や触角が存在しない姿を見るに、実際のクワガタムシとは大きく異なっている部分が多い。当時のむしポケモンと対をなすストライクと違い緑色を好む。
頭部の巨大な角を振り回して標的を挟む戦法を得意とし、挟んだ獲物は大木すらへし折る膂力で千切れるか、そうでないときは振り回して彼方まで投げ飛ばすまで離すことは無い。角は自重の倍の相手を持ち上げるパワーがある上、表面に生えた無数のトゲが食い込むため、挟まれてしまうと脱出は困難。
温暖な地域に棲息し、寒冷な気候では動きが鈍ってしまう。故に寒い時期や気温が下がる夜は森の奥に姿を隠し、樹上に登ったり、樹の根元に角で掘った穴に潜ったりして眠るため、なかなか姿を見られない。
ほとんどの地方ではヘラクロスと仲が悪いとされているが、アローラ地方ではクワガノンと縄張りを争っており、同じくクワガノンをライバルとするヘラクロスと仲が良い傾向にある。また、へラクロスと対を成す存在であるためか、巨大な角を持つが「メガホーン」は覚えない。
『ポケットモンスター 緑』と『青』と『ピカチュウ』に登場する。サファリパークでもほとんど出現しない上に捕獲も困難で、スロットの景品としても登場（青を除く）していたが相当数のコインを要し、かなりレアなポケモンであった。
『X・Y』では「メガカイロス」へとメガシンカを遂げる。
メガカイロス
タイプ：むし/ひこう、高さ：1.7m、重さ：59.0kg、特性：スカイスキン
メガシンカのエネルギーで背中の翅が異常発達し、大きな鞘翅と翅が発生して飛行能力を獲得。頭の角に生えたトゲの形状はより大きく鋭利なものになり、目の色は黄色く変わる。腕の一部も高速飛行に適応した形状に変化する。
メガシンカの影響で常に興奮していることに加え、常時飛行し滅多に地上に降りない。時速50km程度の猛スピードで飛行しつつ相手の隙を狙い、2本の巨大な角で敵を刺し貫いてから引き裂き、獲物が自重の10倍以上であろうとつかんだままホバリングすることも可能。
HPを除く全能力が上昇し、特にこうげきが大きく上昇する。特性はノーマル技がひこう技に変わる上に威力も割増になる「スカイスキン」に変化。これにより「あばれる」「ダブルアタック」「おんがえし」「フェイント」「ギガインパクト」といった、タイプ一致技の幅が広がり、高い攻撃性能を獲得した。
TVアニメ版では第4話でサムライ（声：ゆきじ）の手持ちとして初登場。寡黙で一言も鳴かない。相性の悪さをものともせず、サトシのピジョンを角を使った「たいあたり」（ゲームでは覚えない）で勝利したが、交代で出したトランセルに「かたくなる」を使われ、「はさむ」で攻撃したカイロスが逆に角のトゲを砕かれるダメージを受けてしまい敗北した。また、ゴウもカイロスを持っているが性別はメスで見た目とは裏腹に臆病で照れ屋な性格をしている。

## ケンタロス
| 分類: あばれうしポケモン   | タイプ: ノーマル       | 高さ: 1.4m   | 重さ: 88.4kg |
| 特性: いかく/ いかりのつぼ | かくれ特性: ちからずく | 進化前: なし | 進化後: なし |

水牛や闘牛のような姿をしたポケモン。茶色い体と首の周りにこげ茶色の毛が生えている。「あばれうしポケモン」の名の通り、極めて気性が荒く好戦的。3本の尻尾でムチのように体を叩いて、闘争心を高めて加速する。群れのボスの角は傷だらけ。また、野生などでは♀のみが存在するミルタンクとは対照的に♂しか存在しないが、オーキド博士は「ミルタンクとケンタロスは同種ではないか」と推測している。『ハートゴールド・ソウルシルバー』では、ミルタンクのいるモーモー牧場でケンタロスを連れ歩きするとケンタロスが興奮する様子が見られる。
アローラ地方に棲息するケンタロスは他の地方に比べて穏やかな性質で、ライドポケモンとして牧場で育てられている。アイテム「じてんしゃ」のように速く移動でき、そのままの速さで突進することで「いわくだき」のように行く手を阻む岩を粉砕することもできる。なお、ガラル地方に住む個体は背中に人を乗せるのを嫌う。春風邪三太の漫画版では作者がケンタロスがオスしかいない事を知らない為か、女性口調で話す個体がいる。
パルデアのすがた
隠れ特性：はんすう
パルデア地方でのケンタロスの姿。体は真っ黒。それぞれ3つの種類があり、一つのゲームで複数の種類を持つリージョンフォームとしては初となる。専用技の「レイジングブル」は怒り狂いながら相手に体当たりする物理技で、「ひかりのかべ」や「リフレクター」なども破壊する。また、姿によってタイプが変化し、通常の姿はノーマルタイプ、コンバット種はかくとうタイプ、ブレイズ種はほのおタイプ、ウォーター種はみずタイプとなる。
コンバット種
タイプ：かくとう、重さ：110.0kg
通常の姿。見た目は原種に近いが角が短い。原種より気性が荒く、分厚い筋肉を使った格闘戦が得意で、短い角で急所を狙う。
「スカーレット・バイオレット」ではオープニング映像でチャンピオンランクのネモが使用している様子が描かれたが、本編では使用しなかった。
テレビアニメ第8シリーズ（『リコとロイの旅シリーズ』）では第3話から使用されたエンディング映像で初登場し、本編では第9話にて野生の個体として2体が登場。
ゲーム『スカーレット・バイオレット』のストーリーの前日譚を描いたWEBアニメ『放課後のブレス』では第2話でゲームのオープニング映像と同様にオレンジアカデミーの生徒会長でありチャンピオンランクでもあるネモ（声 - 松井恵理子）のポケモンとして登場。アリキスのキョジオーンとカラミンゴに勝利した後、一度はアリキスと喧嘩別れしたマスカーニャと互角のバトルを繰り広げた（この時の勝敗は不明である）。使用する技は「すてみタックル」や「インファイト」の他にカラミンゴを倒すシーンでは効果抜群のでんきタイプの技（「ワイルドボルト」だと思われる）を使用している。かくとうタイプにテラスタルすることが可能。声優は佐藤健輔。
ブレイズ種
タイプ：かくとう・ほのお、重さ：85.0kg
ほのおタイプの姿。角が長く伸び首周りの毛が逆立っており、尻尾は束ねている。高温の鼻息を吐く。炎エネルギーで熱した角は摂氏1000度になり、突き刺された相手は傷とやけどに苦しむ。
「スカーレット・バイオレット」ではアカデミー教師のキハダが使用。
テレビアニメ第8シリーズ（『リコとロイの旅シリーズ』）では第99話で新たなエクスプローラーズのルーベラ（声 - 由野ロビン）のポケモンとして登場。ストロングスフィアで強化されたものの、ラクリウムと関係なく本能のまま暴れていたため連携が取れず敗北。
ウォーター種
タイプ：かくとう・みず、重さ：115.kg
みずタイプの姿。渦巻いた角と首周りの毛が垂れており、尻尾はスクリュー状になっている。角の先から水を噴射して泳ぐ。他の個体と比べて体重が重いのは、脂肪分によって水に浮きやすくするため。
「スカーレット・バイオレット」ではアカデミー教師のキハダが使用。
テレビアニメ第8シリーズ（『リコとロイの旅シリーズ』）では第99話で新たなエクスプローラーズのインディ（声 - 寺島惇太）のポケモンとして登場。ストロングスフィアで強化されたものの、ラクリウムと関係なく本能のまま暴れていたため連携が取れず敗北。
TVアニメ版ではサトシのポケモンとして登場。サファリゾーンでサイホーンなど別のポケモンをゲットしようとする度に群れが通りかかり、支給されたサファリボール30個全てをケンタロスに費やしてしまった。後に転送されたオーキド研究所の広大な敷地では30匹の群れが元気に走り回る。群れのリーダーらしき個体がオレンジリーグなどでベトベトンなどと共に活躍。ある時は他のトレーナーの手持ち、ある時は群れを成す野生、またある時はライドポケモンとして別個体が度々登場することがある。
スマートフォン用アプリ「Pokémon GO」では、北アメリカのみに出現する地域限定ポケモンとして設定されている。
『Let's Go! ピカチュウ・Let's Go! イーブイ』では乗れるポケモンとして登場。移動速度はやや速め。

## コイキング
| 分類: さかなポケモン | タイプ: みず       | 高さ: 0.9m   | 重さ: 10.0kg       |
| 特性: すいすい       | かくれ特性: びびり | 進化前: なし | 進化後: ギャラドス |

コイのような姿をしたポケモン。力はなく、ただピチピチと「はねる」ことしか出来ない、最も弱く情けないポケモンとされる。そうして跳ねている内にピジョン等に捕まってしまう。たまに高く跳ねても2メートルを超えるのがやっと。
海や川、池はおろか水たまりなど至る所に生息しているが、泳ぐ力も弱い。流れの淀んだところでは複数の個体が密集し、流れの速いところではただ流されていくだけである。弱いが生命力はとても高く、どんな汚れた水辺でも生き抜くことができる。かつてはもう少し強いポケモンだったらしい。
赤い鱗に覆われ鯛のように丸っこい胴体に、王冠を模したような金色の背びれ・腹びれと長い髭を持つ。髭の色はオスは金色、メスは白色。
『赤・緑・青・ピカチュウ』および『ファイアレッド･リーフグリーン』バージョンではおつきみ山入り口の手前のポケモンセンターでレベル5のコイキングを500円で購入できる。また、『ブラック・ホワイト』においてもクリア後に500円で購入することができるが、この時の男のセリフは『赤・緑・青・ピカチュウ』のポケモンセンターでのコイキング商人のセリフをセルフオマージュしたものである。また、手持ち6体全てがコイキングの釣り人が登場するのは恒例となっている。
ゲームでのグラフィックでは横になってその場でぴちぴち跳ねているような演出となっている。
スマートフォンアプリ『はねろ!コイキング』では、従来の姿だけでなくニシキ模様など様々な姿のコイキングが登場する。この現象はホップタウンでのみ見られるものらしい。
TVアニメ版では第1話に、サトシとピカチュウがオニスズメの群れから逃げるために飛び込んだ川で生息する野生個体としてギャラドスと共に登場。また、ロケット団のコジロウも短期間所持していた事があった。また、サトシはポケモンセンターの診察台で弱々しく横たわる様を見て「まな板の上のコイキング」という慣用句をつぶやいたことがある。カスミによると体のほとんどが骨と皮と鱗だけなので食用には向かないらしく、実際に食べようとしたニャースも噛みついた拍子に牙が欠けた。金銀編では「コイキングス」というプロ野球チームが名前のみ登場。『DP』では最強のコイキングが、『XY』では色違いの金のコイキングが、『SM』では子役スターのコイキングが、『2019年版』では巨大なヌシコイキングそれぞれ登場している。ロケット団の潜水メカとしても登場。
WEBアニメ『ポケトゥーン』の「まっててね！コイキング」では少年トレーナー・リクオのポケモンとして登場。音楽好きでリクオの吹く笛の音色を気に入っている。一度は両親の反対で育て屋に預けられることになったが、しばらくの時を得てリクオ（会った時より少し成長している）と再会を果たし、ギャラドスへと進化した。
かつて、小学館の学年誌の企画「タマムシ大学」において「りゅうのいかり」を覚えたコイキングがプレゼントされた事がある。また、同学年誌で『金色のコイキング』の画像が公開された。あくまでも「存在する」ということが明かされただけであり、明確な出現方法が書かれていなかったが、実際には他の色違いポケモンと同様ごく低確率で出現するのみで、特別な出現条件などがあるわけではない。2013年3月には、ポケモンセンターナゴヤの松坂屋名古屋店内への移転を記念して『ブラック2・ホワイト2』に金色（色違い）のコイキングがプレゼントされた。このコイキングはレベルが99であり、大技のハイドロポンプを覚えている。
『ソード・シールド』にて強力な水タイプの技「ハイドロポンプ」を習得できるようになったが、コイキング本来のとくこう（特殊攻撃力）が低すぎるためあまり使いようがない。
2016年にはコイキングのテーマソングが流れ、コイキングネタをふんだんに取りそろえた特集ページが公式に公開された。
ポケモンセンターヒロシマがオープンした際には色違いのコイキングが配布された。また一周年の際にはアニメのコイキンズスのモデルとなった広島東洋カープとコラボが行われ、カープ球団の帽子を被ったコイキングが商品化された。
ポケモンセンターサッポロのリニューアルオープン記念として、木彫りの熊に似せた木彫りのリングマの置物が受注予約生産にて商品化された。本来の木彫りのヒグマが鮭をくわえているのに対し、こちらは「跳ねたコイキングが、四つん這いのリングマのアゴにぶつかる瞬間」を象っている。

## ギャラドス
| 分類: きょうあくポケモン | タイプ: みず/ ひこう       | 高さ: 6.5m         | 重さ: 235.0kg |
| 特性: いかく             | かくれ特性: じしんかじょう | 進化前: コイキング | 進化後: なし  |

コイキングの進化形。鯉の姿をしたコイキングから一転し、青い竜のような姿となるが、ドラゴンタイプではない。鯉が竜へと姿を変える進化の形態は、登龍門の故事を表している。進化前と比べて性格はかなり凶暴。人前に姿を現す機会こそ少ないが人間が争い始めると姿を見せる習性があり、周囲を焼き尽くすまでその怒りは収まることがないといわれている。また、破壊の神といわれており、都市を壊滅させたりひと月にわたり暴れ続けた記録も残されているほど怒りに満ち溢れている。性格の豹変は進化のエネルギーによって脳細胞の構造が組み換わるためだとされる。滝を登る勢いで岩壁が剥がれることもある。ひこうタイプでありながら飛ぶことはできないが、はるか昔ヒスイ地方では飛ぶ姿が目撃されていたらしい（長い年月によって飛行能力が退化したか、別の種族だったかは不明）。コイキングと同じく髭の色で性別を判別でき、オスは髭が青く、メスは髭が白い。
ゲーム中においてはジムリーダーや四天王、チャンピオンといった強豪とされるトレーナーも頻繁に使用する。『赤・緑・青・ファイアレッド・リーフグリーン』ではライバルが使用する場合があり(ヒトカゲの場合はカメックスに差し替えられ使用しない)、四天王のワタルが先発で使用。『金・銀・クリスタル・ハートゴールド・ソウルシルバー』でもチャンピオンとなったワタルとトキワシティジムリーダーとなったグリーンが引き続き使用する他、『ハートゴールド・ソウルシルバー』でフスベシティジムリーダーのイブキ（1体目のハクリューに代わった）、『エメラルド』『オメガルビー・アルファサファイア』でミクリ（『エメラルド』ではチャンピオン、『オメガルビー・アルファサファイア』ではルネの民）、『ダイヤモンド・パール・プラチナ』「ブリリアントダイヤモンド・シャイニングパール」ではノモセシティジムリーダーのマキシとギンガ団ボスのアカギ、『X・Y』でフレア団ボスのフラダリと四天王のズミ（フラダリの個体はメガシンカする）、「スカーレット・バイオレット」ではアカデミー校長のクラベル(ニャオハ・クワッスを選んだ場合のみ。ホゲータの場合はウェーニバルに差し替えられ使用しない)が使用する。
『金・銀・クリスタル・ハートゴールド・ソウルシルバー』ではいかりのみずうみにて赤いギャラドスが登場する。
『赤・緑』当初は技の仕様上高い能力を最大限に発揮できる技が少なかったが、現在ではかなり多数の技を覚えることが可能であり、「りゅうのまい」で威力を上げた「ギガインパクト」「アクアテール」「たきのぼり」「とびはねる」「じしん」「かみくだく」「こおりのキバ」などの物理技の他、「はかいこうせん」や「だいもんじ」、「10まんボルト」のような特殊技も多く覚える。『ソード・シールド』では「パワーウィップ」も覚えるようになった(『スカーレット・バイオレットで再び習得できなくなった』)。
『はねろ!コイキング』ではアイテム「かわらずのいし」を破壊した上でレベル20にすることで進化イベントが起きる。
『X・Y』では「メガギャラドス」へのメガシンカが追加された。
メガギャラドス
タイプ：みず/あく、高さ：6.5 m、重さ：305.0 kg、特性：かたやぶり
ツノと腹部の色が変わり、胴体・ヒレ・ヒゲが肥大し大型化。超大型のリヴァイアサンにも近しい、さらに威圧感と荘厳のある外観となった。2 つに分かれ巨大化した背ビレは、胴体のしなり具合に連動し開閉する。また、雌雄ともに髭の色が白くなった。色違いは全身が朱色になり、より壮麗な外観となる。雌雄を判別する髭の色はともに紅色に染まっている。
メガシンカエネルギーが脳に作用して、全てを焼き尽くす破壊の本能になる。しかしながら、本当に信頼を寄せるトレーナーの命令に対しては本能に逆らってでも従う。マッハ以上という目にも止まらぬ速さで水中から出現し、その衝撃は海底火山噴火を想起させる数百メートルの水柱を発生させるほど。巻き込まれれば大型船すら真っ二つにへし折るパワーがあるので危険だといわれる。
タイプは「みず・あく」となり、とくせいは「かたやぶり」となる。HPとすばやさを除く能力が上昇し、こうげき・ぼうぎょ・とくぼうがバランスよく上昇する傾向にある。4 倍弱点はなくなるが、くさタイプ・フェアリータイプの技や今まで効果今ひとつだったかくとうタイプのみならずむしタイプまでもが効果バツグンになる上にじめんタイプの技も受けるようになるなど、弱点の数自体は増える。バトルツリーに出てくる強豪トレーナーやバトルレジェンドのグリーンやフレア団ボスであるフラダリが切り札として使用する。
ポケモンWCS2014の優勝者の選抜メンバー六体の内の一体である。
『金・銀・クリスタル』及び『ハートゴールド・ソウルシルバー』では「いかりのみずうみ」に色違いの赤いギャラドスがレベル30で出現する。通常、色違いのポケモンはごく低確率でしか出現しないが、このギャラドスのみ確実に登場する。また、色違いのコイキングを進化させた場合も赤いギャラドスになる。この他、『ダイヤモンド・パール』でも物語冒頭に「あかいギャラドスをおえ！」というテレビ番組が放送されているが、同作品のゲーム中で特定の赤いギャラドスが出現するイベントはない（『プラチナ』では違う番組に変更されているが、赤いギャラドスの話自体は出てくる）。また、2015年6月26日に開店したポケモンセンターヒロシマ（広島市中区）のロゴマークにも描かれている。色違いのポケモンがロゴマークに選ばれたのは赤いギャラドスが初である。
『Let's Go! ピカチュウ・Let's Go! イーブイ』では水中移動用の乗れるポケモンとして登場。
TVアニメ版では海のシーンに登場することが多く、第1話にてコイキングと共に登場している。1997年7月15日放送の第16話『ポケモンひょうりゅうき』ではロケット団のコジロウに捨てられたコイキングが進化し、海上の竜の怒りに伴って竜巻でサトシ達を吹き飛ばした。カスミはギャラドスにトラウマを抱いていたが、サイドストーリーで克服してからは手持ちに加えている。『ミュウツーの逆襲』ではウミオのパートナーポケモンとして登場、きょうあくポケモンでありながらウミオに忠実で石化したサトシに涙するなど涙もろい一面もある。金銀編では、いかりのみずうみでゲーム同様赤いギャラドスが登場する。四天王チャンピオンにしてポケモンGメンのワタルにゲットされた。XY&Z編ではゲーム同様、フレア団のボス・フラダリのポケモンとして登場しているが、こちらは色違いの個体。本家同様、メガシンカする。『2019年版』ではシンジが使用し、サトシのルカリオとバトルした。野生ではサトシ達を襲う凶暴なポケモンとして登場することが多い。
実写映画『名探偵ピカチュウ (映画)』でも登場し、ピカチュウがコイキングを刺激した事で、進化が促され、主人公たちを救うこととなる。
スマートフォン用アプリ「Pokémon GO」では、進化させるために「コイキングのアメ」を全ポケモンの中でも最多の400 個集めなければならない仕様となっている。

## ラプラス
| 分類: のりものポケモン         | タイプ: みず/ こおり       | 高さ: 2.5m   | 重さ: 220.0kg |
| 特性: シェルアーマー/ ちょすい | かくれ特性: うるおいボディ | 進化前: なし | 進化後: なし  |

首長竜のような姿の賢く心優しいポケモン。大きな耳と背中のトゲ付きの甲羅が特徴。甲羅に人を乗せて泳ぐことを好む。高知能で人語を理解することができる。気分が良いときれいな声で歌う。人を恐れない温厚な性格を逆に利用され、人間に乱獲されたことが原因で絶滅の危機に瀕したため大切に保護されていたが、現在は数が再度増えており、一時期は逆に増えすぎたことがある。アローラ地方ではライドポケモンとして利用されており、ひでん技「なみのり」のように水上を移動でき、そのまま釣りもできる。『Let's Go! ピカチュウ・Let's Go! イーブイ』でも水中移動用の乗れるポケモンとして登場。
みずやこおりタイプのみならず、「10まんボルト」「サイコキネシス」「げきりん」など多彩なタイプの技を多く覚える。『ソード・シールド』ではかつてアシレーヌの専用技だった、「うたかたのアリア」をタマゴ技として習得可能（ただし、ポケモンHOME解禁前まではポケモンの巣でゲットした時のみ）。また、「つのドリル」、「ぜったいれいど」、「じわれ」といった一撃技を多く覚える数少ないポケモンでもある。
『金・銀・クリスタル』と『ハートゴールド・ソウルシルバー』では毎週金曜日「つながりのどうくつ」最奥にシンボルエンカウントの形式で出現。一度倒したり捕獲した後も次の週になれば再び現れる。『赤・緑・青・ピカチュウ・ファイアレッド・リーフグリーン』ではシルフカンパニーで、『X・Y』では12番道路でそれぞれもらえる。
トレーナーでは四天王のカンナが切り札として繰り出すほか、「金・銀・クリスタル・ハートゴールド・ソウルシルバー」ではハナダシティジムリーダーのカスミが、『ブラック2・ホワイト2』ではイッシュ地方チャンピオンのアイリスが使用する。『ハートゴールド・ソウルシルバー』ではレッドの手持ちのポケモンとして登場し、『ブラック2・ホワイト2』のポケモンワールドトーナメントにも参加する。「シールド」ではジムリーダーのメロンがエースポケモンとして使用し、キョダイマックスする。アプリゲーム『ポケモンマスターズEX』ではライヤーの臣下であるチェッタ（声 - 井澤詩織）がバトルヴィラで使用。
キョダイマックスのすがた
背中の甲羅が大きくなり、5000人以上も人を乗せることができるようになった。体の周りに五線譜と氷が音符のように並んでいるため、流氷をものともせずに極寒の海を航行できる。キョダイマックスわざは「キョダイセンリツ」。攻撃後、味方に「オーロラベール」を張り、物理攻撃と特殊攻撃に耐性がつく。
「シールド」ではジムリーダーのメロンがエースポケモンとして使用。
TVアニメ版では番外編「ルージュラのクリスマス」で初登場（声：鈴鹿千春）。オレンジ諸島編ではサトシのポケモンとして登場。なお、オレンジ諸島編のエンディングテーマは「ラプラスにのって（歌 - 飯塚雅弓）」だった。群れと再会しサトシと別れた。その後、偶然にも成長した姿でサトシと再会（気づくまで自分のラプラスだとは知らなかった）し、終盤で群れのリーダーとなった。声優は愛河里花子。
テレビアニメ版では第8シリーズ（『リコとロイの旅シリーズ』）では第25話にてリコの祖母であるダイアナ（声 - 吉沢希梨）の台詞からルシアスのパートナーであり黒いレックウザとオリーヴァとガラルファイヤーに続く「六英雄」の一体であることがエンテイとバサギリと共に判明し、第31話（『テラパゴスのかがやき』第6話）にて本物が登場。通常より巨大な上に左目や体中に傷を持っているが、この傷はバサギリに付けられたものだということが72話で判明した。霧の中で迷った船を歌声で導いてくれると噂されていたが、その実態は自らが放った霧で船を迷わせ自身に気をとられている隙に他のポケモンたちに食料を盗ませるという海賊団のボスだった。性格は荒々しいがラクアやルシアスを思い出して涙するなど根っから悪いポケモンではない。一方で傷を付けた元凶であるバサギリとは険悪な仲である。使用技は「しろいきり」（第31話で使用）、「れいとうビーム」（第32話で使用）、「ハイドロポンプ」「のしかかり」（いずれも第73話で使用）。こちらの声優はリコのニャオハ→ニャローテ→マスカーニャ役の林原めぐみ（第68話にて判明）。他にも第26話（『テラパゴスのかがやき』第1話）から変更されたオープニング映像およびエンディング映像にも登場。
ゲーム『ソード・シールド』の前日譚を描いたWEBアニメ『薄明の翼』第5話ではゲームと同様にジムリーダーのメロンが息子であるマクワとの対戦で使用し、キョダイマックスを行った。
第一世代での対戦では当時理不尽な強さを誇っていた技である「ふぶき」をタイプ一致の恩恵を受ける形で放てるポケモンとして需要があり、高いHPも対戦で役に立った。
スマートフォン用アプリ「Pokémon GO」では強力ではあるものの非常に出現率が低いポケモンとして設定されており、出現に起因した交通トラブルも発生している。
2019年7月に「みやぎ応援ポケモン」に任命され、宮城県とコラボレーションすることとなった。以来、宮城県内では様々なイベントが行われている。

## メタモン
| 分類: へんしんポケモン | タイプ: ノーマル       | 高さ: 0.3m   | 重さ: 4.0kg  |
| 特性: じゅうなん       | かくれ特性: かわりもの | 進化前: なし | 進化後: なし |

変身能力を持つ数少ないポケモン。紫色（一部ではピンク色）をしたスライム状の体組織を持ち、他のポケモンをはじめ、非生物や人間にまで変身することがある。これによりどんなポケモンや人間とも仲間になれる。笑うと力が抜けて変身が解ける。メタモン同士が出会うと、相手とそっくりな形になろうと活発に動く。メタモン同士の仲は悪い。寝る時は外敵から身を守るため石に変身する。変身の再現度には個体差があり、変身対象が目の前に居ない場合は自分の記憶に頼るため失敗する事も有る。変身失敗例としては、顔が変わらなかったり、身体の一部が本物とは多少違った形になる事が多い。本来はかなり小型のポケモンであるが、変身時は伸縮自在。メタモン自身はタマゴから生まれてこないため、どのようにして繁殖するのかは分かっていない。名前の由来は「メタモルフォーゼ」。尚、メタモンには性別の概念が存在しない（任天堂公式ガイドブックポケットモンスター金・銀参照）。
ゲームでは技「へんしん」によってHPとレベルを除く相手の能力をコピーして戦う。一方、隠れ特性「かわりもの」を持つものの場合、バトルステージに出た直後に相手がいま使っているポケモンに即変身できる。また、他のポケモンとメタモンを一緒に育て屋に預けることで、相手と同種のポケモンのタマゴを手に入れることができる。その対象はタマゴを入手できるポケモンをほぼ全て網羅する。コイルやヤジロンやフリージオなどの性別不明なポケモンや、ニドキングやウォーグルのようなオスしかいないポケモンにとっては、この方法が唯一となる。これにより、「タマゴによってポケモンを増やす」というシステムが確立した『金・銀』以降、タマゴの入手手段としてメタモンの需要が上昇した。
TVアニメ版では第37話にて、ものまねむすめのイミテ（声：福島おりね）のポケモンとして初登場した。初登場時の「メタちゃん」は「変身しても顔が変わらない」という欠点を持っており、物語の中でこの欠点を克服した。再登場時に新たに連れていた「メタぴょん」は「変身しても大きさが変わらない」という欠点を持っていた。こちらは克服できていないが、それを逆利用したパフォーマンスで周囲の人気を得ることに成功した。声優は「メタちゃん」が三石琴乃、「メタぴょん」がこおろぎさとみ。ヘッドリーダーのユウジも使用、多くのトレーナーをこのメタモン一匹で倒してきたが、メタモン本来の能力は変わらない欠点もある。これ以外にもゲストとして何度か登場しているが、顔が変わらない欠点を持つ個体が多い。
実写映画『名探偵ピカチュウ』ではハワード・クリフォードのポケモンとして登場。ハワードによって遺伝子強化されており、得意の変身（ポケモン以外にも人間に変身している）でティムを追い詰めた。一方で目だけそのままなのはアニメ版とほぼ同じである。声優は金魚わかな。
『大乱闘スマッシュブラザーズDX』では、トーナメント乱闘で自分のキャラをランダム選択にすると、キャラクターウィンドウにメタモンが表示される（メタモンをプレイヤーキャラとして使用できるわけではない）。当初はアイテム・モンスターボールから登場するポケモンとしてメタモンを登場させる構想があったが、開発期間の都合で採用されなかった。この構想は後続作品となる『大乱闘スマッシュブラザーズSPECIAL』で実現しており、一定時間プレイヤーキャラクターに変身しNPCとして乱闘に参加する。声は先述のアニメ版でも同役(メタちゃん)を務めた三石琴乃が担当した。
ゲーム版に見るように、メタモン本来の変身能力は完璧である。しかし、先述したアニメ版メタモンの変身上の欠点が特徴として活かされた結果、ポケモンカードをはじめとする関連商品では、変身後のメタモンは不完全の状態（顔がメタモン、下半身がゲル状）で描写される場合がほとんどである。例えばピカチュウに変化したメタモンの場合は「メタモンピカチュウ」と呼称されることが多い。
スマートフォン用アプリ「Pokémon GO」では2016年11月23日より出現するようになった。他のポケモンに変身して現れ、捕まえたときに元の姿に戻ることでメタモンを捕まえられたかが分かるようになっている。ジムバトルでは最初の対戦相手となったポケモンに変身し、そのポケモンのタイプや技をまねて戦うことができる。

## イーブイ
| 分類: しんかポケモン           | タイプ: ノーマル       | 高さ: 0.3m   | 重さ: 6.5kg      |
| 特性: にげあし/ てきおうりょく | かくれ特性: きけんよち | 進化前: なし | 進化後: 本文参照 |

鹿児島県指宿市に設置されたイーブイのマンホール（ポケふた）

4足歩行型の小動物ポケモン。黒い瞳の大きな目にウサギのような長い耳とキツネのような尻尾を持つ。眼光はグレー、近年は茶色である。体色は茶色で、首の周りを覆う襟巻き状の白い毛が特徴。周囲の環境に合わせて体のつくりを変えていく持ち主。姿を変えることにより、様々な厳しい環境への対応が可能になる。一部の鉱石（及びその鉱石がある場所）や天体から発せられる放射線、トレーナーとの仲の良さなどにより進化する。現時点で8種のポケモンに進化する。ゲットされると次第に親になったトレーナーの顔に似る。専用Zワザは『ナインエボルブースト』。イーブイの進化系全種の力を借りて「こうげき」・「ぼうぎょ」・「とくこう」・「とくぼう」・「すばやさ」がそれぞれ2段階ずつ上がる、専用Zワザ唯一の変化技である。また、『Let’s Go! イーブイ（LPLE/ピカブイ）』からイーブイは雌雄区別が設けられるようになり、雄はこれまで通りギザギザ模様だが、雌はしっぽ側からみるとお花模様である。また、LPLEでは相棒個体と野生個体のイーブイのデザインが異なっている。性別比は7･1でメスは非常に少ない。
『赤・緑』では岬の小屋に住むマサキのパソコンを調べることでイーブイとその進化形の姿を見ることができ、のちにタマムシシティのマンションで1匹のみ入手できる。同作ではアイテム「みずのいし」でシャワーズ、「かみなりのいし」でサンダース、「ほのおのいし」でブースターに進化する。
登場当初の進化形は上記3種のみだったが、『金・銀』からはエーフィ、ブラッキー、『ダイヤモンド・パール』からはリーフィア、グレイシア、『ポケットモンスター X・Y』からはニンフィアが登場し、現在は8種の進化形が存在する。イーブイとその進化形を全種をまとめて「イーブイフレンズ」、「イーブイズ」、「ブイズ（非公式用語）」と呼ばれることもある。
エーフィ、ブラッキーの進化条件はなつき度（『ソード・シールド』からはなかよし度）によって決まり、十分になついた状態でレベルアップすることで進化する。進化先は時間帯によって異なる。リーフィア、グレイシアは「リーフのいし」や「こおりのいし」を用いて進化する。ニンフィアはイーブイが十分仲良くなった状態でかつフェアリータイプの技を覚えている状態でレベルアップする事で進化する。
複数の進化条件を満たしているイーブイの進化先は優先度の高い方からリーフィア/グレイシア→ニンフィア→エーフィ/ブラッキーの順。なお、『Let’s Go! イーブイ』の相棒個体のイーブイ、および下記のキョダイマックスの個体のイーブイは進化条件を満たしても進化することができない。
キョダイマックスのすがた
高さ:18.0m。キョダイマックス個体のイーブイがキョダイマックスした姿。キョダイマックスパワーで首まわりの綿毛が頭を覆うようになり、敵を包みこみとりこにする。無邪気さにも拍車がかかり、どんな相手もじゃれつき圧(お)し潰す。この状態では、ノーマルタイプのわざがキョダイマックスわざ「キョダイホーヨー」に変化し、性別の異なる相手全体をメロメロ状態にできる。
『Let's Go! イーブイ』のセーフデータがあった状態で『ソード・シールド』をプレイした場合、特別なキョダイマックス個体のイーブイを手に入れる事が出来た。なお、オンライン上で開催されたキョダイマックス登場イベントでの捕獲でき、エキスパンション・パス『鎧の孤島』発売以降、通常のイーブイにもキョダイマックス個体にすることが可能であった。
TVアニメ版では第39話にて4人兄弟の末っ子、タイチ（声：冬馬由美）のポケモンとして登場する。それぞれサンダース・シャワーズ・ブースターを使用する3人の兄達から自身が推薦するポケモンに進化させるよう迫られていたが、タイチはイーブイを進化させる道を選ばず、イーブイのまま育てることにした。第117話からはシゲルの手持ちポケモンで登場してサトシのピカチュウと対戦し、勝利した。『金・銀』編での再登場時にはブラッキーに進化していた。第183話に登場したイーブイ5姉妹の末っ子・サクラはイーブイを持って初登場するが、後にエーフィに進化させた。『アドバンスジェネレーション』ではハルカのポケモンとして登場。声優は林原めぐみ。『ダイヤモンド&パール』でグレイシアに進化して再登場した。『ポケットモンスター ベストウイッシュ』では、バージルがチーム・イーブイの8体目のポケモンにメスのイーブイを持っている。初代イーブイはブラッキーに進化している。進化後ブラッキーの助けもあり、チーム・イーブイ結成の根拠となる。バージルは、イッシュリーグ・ヒガキ大会への出場をサトシらに明かし、有力なライバルとなった。サトシを破って準決勝に進んだコテツに勝利し、決勝ではイーブイとディーノのクリムガンとの残り1対1の激闘の末、優勝を果たす。バージルとイーブイは、『ミュウツー 〜覚醒への序章（プロローグ）』にも登場。『XY』ではセレナのポケモンとして登場（声はシゲルのものと同様にかないみか）。『ポケットモンスターXY&Z』でニンフィアに進化した。『ポケットモンスター サン&ムーン』では、イリマ（声：千葉雄大）のパートナーポケモンとしてイーブイが第65話から登場。留学先のカロス地方から帰郷後、カゲトラとイーブイに勝利して、イーブイZを手に入れる。アローラリーグ・マナーロ大会の予選は善戦して決勝トーナメント出場を果たす。また、第93話から98話まではミニコーナー「イーブイどこ行くの？」があり、イーブイがマンタインに乗って海を渡ってアローラ地方までたどり着き、ピカチュウたちに出会うところまでが描いた。以降、第99話でスイレンにゲットされ、ナギサと名付けられた（声：金魚わかな）。ナギサは、当初髪型がボサボサで野性味に溢れていたが、この年に発売されたピカブイ（LPLE）の相棒ポケモン・イーブイの髪型変更機能に搭載されている髪型に似た姿に散髪された。『ポケットモンスター (2019年のアニメ)』では、イーブイ進化研究所の雌のイーブイがコハルの初めてのポケモンとなった。コハルのパートナーポケモンである。なお、しっぽに雌雄区別が付いて初めての雌の個体となる。声優は真堂圭。『劇場版ポケットモンスター ベストウイッシュ 神速のゲノセクト ミュウツー覚醒』では、イーブイ（声：吉岡聖恵）が登場。同時上映の『ピカチュウとイーブイ☆フレンズ』でもイーブイ（声：伊瀬茉莉也）が登場。同劇場版向けTVアニメ『ミュウツー 〜覚醒への序章（プロローグ）』では、バージルと相棒のイーブイが登場。『劇場版ポケットモンスター みんなの物語』では、リサのポケモンとして、イーブイが登場。YouTubeチャンネル『Pokémon Kids TV』のオーディオドラマ「ともだちはイーブイ」では、玲奈の友達のイーブイ（声：悠木碧）が登場。特別放送のテレビアニメ『ポケットモンスター THE ORIGIN』では、オーキド博士がポケモンの世界を紹介する際に、モンスターボールからイーブイを出した。
『ポケットモンスター（2019）』の第49話「コハルと不思議な不思議なイーブイ」は、YouTube上で「アニポケセレクション」として、ポケモン公式YouTubeチャンネルより公開されている。
ポケモンセンターサッポロが2009年3月に常設開店した際、ピカチュウやポッチャマと共に同店のロゴマークの1体として採用された。2024年現在、リニューアルしたポケモンセンターヨコハマやキョウト、メガトウキョー「モクロー広場」、東京・日本橋のポケモンカフェにはイーブイのオブジェがある。沖縄のポケモンストアでは、かつて表情が異なるウインディの衣装をまとったシーサー風のイーブイのオブジェ2体が左右にあり、ぬいぐるみも発売されていた。『Eievui Collection』発売に際しては、各地のポケモンセンターの3ヶ所にイーブイのぬいぐるみが置かれた「イーブイタワー」が配置された。2018年には、横浜ランドマークタワーにおいて、イーブイたちのタワーが設置され、注目を集めた。
2021年夏には横浜市役所前にモンスターボールを模したオリジナル郵便ポストが設置され、ポストの上にはイーブイのオブジェが取り付けられている。
『ポケモンカフェ』では、2021年6月12日から「みんなメロメロ♡イーブイプレート」「こんにちはイーブイ！ロイヤルミルクティー　〜ふんわりしっぽのフィナンシェ付き〜」が定番メニューとして提供されている。また、『ピカチュウスイーツ by ポケモンカフェ』では、「イーブイのもふもふクリームとキラキラスモア風フラッペ」が発売された。『ポケモン Let's Go! ピカチュウ・Let's Go! イーブイ』時には、ポケモンカフェから「ピカチュウとイーブイのなかよしマフィンプレート」「ピカチュウとイーブイの冒険!?フライドポテト」が発売されており、「イーブイのプレートセット」は2021年5月まで定番メニュー化されていた。
デザイナーは元ゲームフリーク社員の藤原基史である。名前の由来は英語で「進化」を意味する「Evolution」の頭2文字「EV」からとされている。
海外ではかわいいポケモンとして非常に人気があり、ゲームニュースサイト『WatchMojo.com』で2016年1月3日に公開されたランキングビデオでは1位に輝いている。また、国内でも初期から人気ポケモンの1匹である。
ファンを中心に人気が爆発したことから2017年11月20日には、『プロジェクトイーブイ』の特設サイト及びTwitterやInstagramアカウントが作成され翌日詳細が明かされた。Twitterでは、イーブイやその進化系の広報・企業訪問を中心に活動し、Instagramでは、ぬいぐるみのイーブイと一緒に国内や海外の観光の様子をアップする活動をしていた。4コマ漫画「ぷろじぇくといーぶいだよ」は人気を博し、LINEスタンプ化した。また、特別企画展EVs+cafeが六本木ヒルズヒルズカフェで催された際には、画家のヒグチユウコやアートディレクターの佐野研二郎などのイーブイフレンズのイラストが展示された。「いぶすき」と「イーブイ好き」の語呂合わせで鹿児島県指宿市スポーツ・文化交流大使に任命され、2018年12月には指宿市内にイーブイのマンホール（後のポケふた）が先行で設置された。2018年11月21日には、一般社団法人日本記念日協会より、『イーブイの日』が公認された。イーブイの日には関連する各種イベントが行われる。このプロジェクトの初期から現在もなお「午前11時21分」と「午後23時21分」を『イーブイタイム』としている。プロジェクトイーブイテーマソングとして、『イーブイマーチ（歌・みゆはん）』（ひきこもり情報弱者収録）がある。振り付けはパオパオチャンネルが行った。なお、プロジェクトイーブイは2018年12月をもって主だった活動が終了したが、Twitterでは新体制が行っている。
2018年11月18日には、ゲーム『Let’s Go! イーブイ』が本編のゲームとして発売された。主人公の相棒且つメインキャラクターとして登場する。この作品は『ポケットモンスター ピカチュウ』をベースにしており、『ピカチュウ』では主人公がピカチュウを使用するのに対し、ライバルがイーブイを使用することから、イーブイがメインとして選出された。同作からイーブイの声は悠木碧が担当し、相棒のイーブイ及び野生のイーブイ全ての個体の声を担当した。『ソード・シールド』『ブリリアントダイヤモンド・シャイニングパール』では引き続き悠木の声が使用されており、ダイマックスやキョダイマックスなど新たに収録された声もある。
2019年夏には、サーティーワンアイスクリーム（バスキン・ロビンス）から「アイスクリームケーキ イーブイ」が期間限定で登場。2022年7月には、アイスクリームのフレーバーで「イーブイのもふあまアイス」が登場。このフレーバーは、9月まで販売していた。「アイスクリームケーキ イーブイ」も再販された。2023年7月より、フレーバー「イーブイのもふあまアイス」が大好評につき再販。
2021年には、ミスタードーナツで「イーブイ ドーナツ」が発売された。「イーブイのふりむきドーナツ」も発売。2018年には、「モンスターボール ドーナツ」にイーブイのスリーブがついて登場。福袋やその中身のグッズにもイーブイが度々登場（2020年などは不在）。
2021年には、ポケモン東京ばな奈の第2弾「イーブイ東京ばな奈」が登場した。
第一屋製パンのポケモンパンにおいて、定番の「ミニ蒸しケーキ いちご」に2021年から3度選出され、9種類のポーズが確認されている。また、これまでにデコキャラシールも35種類ある。
伊藤園とポケモンのコラボレーション商品として、「充実野菜 ポケットベジ」にイーブイが登場した。「ポケモンソーダ」はイーブイたちがデザインされた。「健康ミネラルむぎ茶 すっきり健康麦ブランド」では、ピカチュウと共にイーブイがデザインされている。
2019年1月26日にはポケモンシリーズと『たまごっち』とのコラボレーションにおいてイーブイが起用され、『イーブイ×たまごっち』が発売された。育て方によって8タイプのいずれかに進化する。
ニンテンドーDS用シミュレーションゲーム『ポケモン+ノブナガの野望』では、主人公のパートナーポケモンとなる。
ポケモンボードゲームアプリケーション『ポケモンコマスター』では、最終のアプリケーションのアイコンにピカチュウと共に選ばれた。
ゲームアプリ『ポケモンマスターズ』・『ポケモンマスターズ EX』では、リーフ・アユミ・イブ（ポケモンごっこ）がイーブイをパートナーポケモンにしている。
Nintendo Switch及び携帯電話ゲーム向けパズルゲーム『ようこそ!ポケモンカフェ 〜まぜまぜパズル〜（ポケまぜ、旧・Pokémon Café Mix）』では主人公のパートナーポケモンとして、イーブイが登場。開業したカフェの看板ポケモンでもある。オリジナル衣装のイーブイも複数登場する。
ポケモンカードゲーム（PCG）アプリケーション『Pokémon Trading Card Game Pocket（ポケポケ）』にシリーズ「イーブイガーデン」が登場。
「プロジェクトイーブイ」の取り組みの一環に、イーブイの着ぐるみがある。4足歩行と異なり、2足歩行で活動している。容姿は忠実に再現されており、首元にはもふもふな毛も伸びている。2018年には、「もふ会」、「もふもふ会」が開催され、ポケモンセンターに登場。2018年・2019年の夏には、横浜市でイーブイの行進が行われた。また、イーブイのウォーターショーも開催された。それ以降も、ポケモンセンターやポケモンカフェなどのイベントから、YouTubeチャンネル『Pokémon Kids TV』などの動画まで多岐に亘って活躍している。花模様の尾のメスのイーブイの着ぐるみもあるが、原作同様希少である。
2018年には、Twitterのハッシュタグの絵文字に、ピカチュウと共に登場。
2023年には、全日本空輸のポケモンジェット「イーブイジェット」が就航。
アメリカに於いて、2021年11月25日に開催される全米最大級の感謝祭イベントMacy's paradeでピカチュウ＆イーブイの巨大バルーンがニューヨークのストリートに登場。以後も登場。
2025年日本国際博覧会では、誘致映像にイーブイが登場。万博開催から半年を切ったさいには、カウントダウンに登場。万博会場内の調和の広場には、イーブイのオブジェが設置された。
フジテレビ系列の番組『超逆境クイズバトル!! 99人の壁』では、過去にイーブイに関連する問題が出題されたこともある。
読売新聞の連載ポケモン四字熟語では『千差万別・せんさばんべつ』、英語でひとことでは『That's rare.（めずらしいね）』が、ポケモンとまなぼう 熟語大百科では『多様』 が、イーブイを紹介するキャッチフレーズとして用いられた。2020年10月1日の読売新聞（朝刊）では、ポケモンセンターの採用企画「キミの進化大作戦」がメッセージ広告として掲載され、群馬、栃木、茨城ではイーブイが一面を飾った。
『大乱闘スマッシュブラザーズ for Nintendo 3DS / Wii U』では、「モンスターボール」から登場。ファイターを見つけるととっしんする。

## シャワーズ
| 分類: あわはきポケモン | タイプ: みず               | 高さ: 1.0m       | 重さ: 29.0kg |
| 特性: ちょすい         | かくれ特性: うるおいボディ | 進化前: イーブイ | 進化後: なし |

鹿児島県指宿市に設置されたシャワーズのマンホール（ポケふた）

イーブイの進化形の一つで、みずタイプに変化したもの。魚類と哺乳類が混ぜ合わさったような姿で、首の周りにエリザベスカラーのようなエラを持つ。尻尾は魚のものとそっくりで、耳は魚のヒレのような形状へと変化する。その姿から、人魚と間違えられることもあるという。体色は水色など青系統を基調としたものとなる。水辺および水中に適応した種で、身体の細胞の構造が水の分子と似通っており、水に溶けて姿を見えなくすることが出来る。水を操る能力のほか、雨を察知する力があり、雨が近づくと全身のヒレが小刻みに震えはじめる。
「スカーレット・バイオレット」ではポケモントレーナーのボタンが使用。
TVアニメ版ではイーブイ4兄弟のミズキ（声：伊藤健太郎）の手持ちとして登場しているほか、多数のトレーナーが使用。『ミュウツーの逆襲』ではウミオのポケモン。
2020年には国土交通省が、ポケモンの中でもきれいな水辺を好んでいるという設定から、8月1日の水の日啓発のポスターのデザインに採用した。翌2021年には水循環政策担当の赤羽一嘉国土交通大臣より“「水の日」応援大使”に任命された。

## サンダース
| 分類: かみなりポケモン | タイプ: でんき       | 高さ: 0.8m       | 重さ: 24.5kg |
| 特性: ちくでん         | かくれ特性: はやあし | 進化前: イーブイ | 進化後: なし |

指宿市に設置されたサンダースのマンホール

イーブイの進化形の一つで、でんきタイプに変化したもの。体色は黄色に変化し、首の周りや腰の毛が鋭く尖っている。穏やかだったイーブイから一転して感受性が非常に強い。わずかな刺激でも感情が変化し、それに伴って全身の細胞が発電・蓄電を起こし、場合によっては1万ボルトの電気を帯電させることもあるという。帯電した体毛は針のように逆立ち、これを飛ばして相手を刺し貫く攻撃も持つ。また、体毛の隙間にはマイナスイオンが発生しており、常に電気の弾ける音を発している。ただし、普段は普通の毛並みをしており、トレーナーが触ることもできる。
対戦では最高クラスの素早さと「でんじは」による妨害性能、高い特殊の数値による攻撃性能から第一世代の対戦における主流を担っていた。
ゲーム『ポケットモンスター プラチナ』ではシンオウ図鑑の拡張に伴い、ジムリーダーのデンジが新たな先鋒ポケモンとして採用した（再戦でも使用）。「スカーレット・バイオレット」ではポケモントレーナーのボタンが使用。
アニメ版ではポケモン検定試験で、試験官のポケモンとして登場。サトシはアーボックを使ったが、巻きついた時にとげとげの体が刺さってしまった。
読売新聞の連載ポケモン四字熟語では、『紫電一閃・しでんいっせん』が、サンダースを紹介するキャッチフレーズとして用いられた。

## ブースター
| 分類: ほのおポケモン | タイプ: ほのお         | 高さ: 0.9m       | 重さ: 25.0kg |
| 特性: もらいび       | かくれ特性: こんじょう | 進化前: イーブイ | 進化後: なし |

指宿市に設置されたブースターのマンホール

イーブイの進化形の一つで、ほのおタイプに変化したもの。オレンジ色をしたフサフサの体毛に覆われ、あたかも炎を纏っているかのような姿をしている。体温が非常に高く、体に炎を溜めている時は900℃以上もの高温になる。体内に「炎袋」という器官を持ち、深く息を吸い込めば、1700℃の炎を吐くことができる。体毛は上がりすぎた体温を空気に放熱する役割もある。戦闘に際して体温を上げることが多いため、普段の状態ならトレーナーが接することもできる。
トレーナー戦では、『ポケットモンスター プラチナ』で四天王のオーバが新たな炎タイプのポケモンとして繰り出してくる。「スカーレット・バイオレット」ではポケモントレーナーのボタンが使用。
アプリゲーム『ポケモンマスターズEX』ではリッカ（声 - 高垣彩陽）のパートナーとして登場。
TVアニメ版ではイーブイ4兄弟のアツシ（声：岡野浩介）、エンジュ5姉妹のコウメ（声：かないみか）がそれぞれ使用している。

## ポリゴン
| 分類: バーチャルポケモン     | タイプ: ノーマル       | 高さ: 0.8m   | 重さ: 36.5kg      |
| 特性: トレース/ ダウンロード | かくれ特性: アナライズ | 進化前: なし | 進化後: ポリゴン2 |

ポリゴン状の体で構成された人工のポケモンで、きじ馬のような姿をしている。体色は赤、口先・足・尻尾は青。作中に登場する、ヤマブキシティに所在する、キズぐすりやモンスターボールなどを開発・製造する大手企業シルフカンパニー（ロケット団参照）がコンピュータ技術でポケモンの構造を模倣し、意図的に作り出したポケモンである。生物というよりはまだロボットに近く、呼吸をせず、プログラムされた動作しかできない。体が角ばっているのはその影響。自己をデータ化し、電子空間に自由に出入りできる。なお、既に旧式と化しており時代遅れな部分も散見される。
『赤・緑・青・ピカチュウ』『金・銀・クリスタル』『ファイアレッド・リーフグリーン』『ハートゴールド・ソウルシルバー』ではタマムシシティのゲームコーナーの景品となっており、景品交換所でコインと交換することで入手できる。必要なコインの枚数はバージョンにより異なる。
『Let's Go! ピカチュウ・イーブイ』ではタマムシシティ東側の短い道路の草むらで野生個体が生息している。また、ロケット団によるヤマブキシティ・シルフカンパニー本社ビル占拠事件が解決した後、ポリゴンを連れた男性社員がビル前に外出しており、話しかけるとそのポリゴンをもらえる。そのためこの作品では、シルフカンパニー関連においてラプラスを含む2匹のポケモンをもらえる事になっている。
『金・銀』では進化形のポリゴン2が登場した。アイテム「アップグレード」を持たせ、通信交換することで進化する。
ポケモンスタジアムシリーズでは倒されると体がバラバラになるシーンがある。
『大乱闘スマッシュブラザーズシリーズ』のステージ・ヤマブキシティにてステージギミックとして登場。「たいあたり」でファイターを吹っ飛ばす。初代では声優不明だが、『SP』では林原めぐみに新録されている。
専用技として「テクスチャー」、「テクスチャー2」を覚える。「テクスチャー」は自分の覚えているわざ(最大4つ)の内、一番上に配置されている技と同じタイプになる。「テクスチャー2」は自分が最後に受けたわざのタイプに耐性があるタイプに変化する技。なお、これらの技は第二世代の「のろい」が「？？？タイプ」のため対象外となり、不発に終わる。
TVアニメ版では1997年12月16日に放送された『ポケットモンスター』第38話「でんのうせんしポリゴン」で登場した。この回で映像中の激しい発光演出などで視聴者が集団的に光過敏性発作などを起こした通称「ポケモンショック」が発生して以降、ポリゴンはアニメ本編に登場していない。フィルムコミックス版でも第38話は欠番扱いとなり、ポケモンショックの影響を受けて一時「モンスターコレクション」などのポリゴンの商品が店頭から撤去されたことがあった。現在でも、多くのポケモンのポスターでもポリゴンがほとんど載っておらず、ポリゴンの商品が販売されているものは少ない。また、2020年9月19日には、日本国外(アメリカ版)のポケモン公式ツイッターが「Porygon did nothing wrong.」と呟き反響を呼んだ 。
『赤・緑』のディレクターである田尻智は、自身がドット絵にこだわりを持っているにもかかわらず、周りからは「これからはポリゴン（3DCG）だよ」と言われ続けたので、「ポリゴン」というポケモンを出したと語っている。

## オムナイト
| 分類: うずまきポケモン         | タイプ: いわ/ みず         | 高さ: 0.4m   | 重さ: 7.5kg        |
| 特性: シェルアーマー/ すいすい | かくれ特性: くだけるよろい | 進化前: なし | 進化後: オムスター |

オウムガイのような姿をした古代ポケモン（絶滅種）。現在は化石しか残っていないとされるが、未だ深海に生息しているという話もある。10本の足をくねらせて泳ぎ、自身よりも小さい海中生物を捕食する。敵に襲われると固い殻に隠れるが、アバゴーラに殻ごと食べられてしまうことも。また、見つかった化石の中にはアーケオスの歯形がついたものもあり、アーケオスにも捕食されていたことが分かった。復元されるとすぐ逃げ出す厄介者。
『赤・緑・青・ピカチュウ』と『ファイアレッド・リーフグリーン』ではお月見山、『ダイヤモンド・パール』では地下通路、『ハートゴールド』ではアルフの遺跡、『ブラック・ホワイト』ではネジ山で発見される「かいのカセキ」を復元することで入手できる。

## オムスター
| 分類: うずまきポケモン         | タイプ: いわ/ みず         | 高さ: 1.0m         | 重さ: 35.0kg |
| 特性: シェルアーマー/ すいすい | かくれ特性: くだけるよろい | 進化前: オムナイト | 進化後: なし |

オムナイトの進化形。古代ポケモン（絶滅種）で、渦巻状の殻と10本の触手を持つところまではオムナイトと同じだが、殻には外周に沿って棘が生え、前面には鋭い牙を持った口を有する。シェルダーなどの殻を破り、中身を捕食していたが、逆にアバゴーラに殻ごと捕食されていた。最終的には自分の殻が重くなりすぎたために獲物を捕食できずに絶滅したとされている。専門家の間では、オクタンの祖先ではないかと囁かれている。
『赤・緑』発売当時『ファミ通』で行われたポケモン人気投票では「気持ち悪い」という声ばかりが届き、マイナス4票と不人気を表わすマイナス票が先行する結果に終わった。『青』のグラフィックはポーズをキメているシーンがある。
『金・銀・クリスタル』およびリメイク版では、ニビシティのジムリーダー・タケシが使用する。
アニメでは復活した化石ポケモンとして登場。体を回転させ、たいあたりでサトシ達を襲う。
第8シリーズでは第35話にてポケモンハンターの部下のポケモンとして登場。相性の悪いリコのニャオハやキャプテンピカチュウと互角に戦えるが、最後はキャプテンピカチュウの「かみなりパンチ」で敗北し、ハンターもろとも逮捕されてしまった。

## カブト
| 分類: こうらポケモン           | タイプ: いわ/ みず         | 高さ: 0.5m   | 重さ: 11.5kg       |
| 特性: カブトアーマー/ すいすい | かくれ特性: くだけるよろい | 進化前: なし | 進化後: カブトプス |

カブトガニのような姿をしたポケモン。体は硬い殻に覆われており、背中と腹部に目を持つ。背中の目は周りを見渡すために使う。海中を泳ぎ、爪で獲物を捕食する。3日に一度脱皮をして殻を固くする。絶滅種とされているはずのポケモンだが、稀に生きた個体が全く変わらぬ姿で見つかる事もある。更に一部の地域では普通に見かけるらしい。
『赤・緑・青・ピカチュウ』と『ファイアレッド・リーフグリーン』ではお月見山、『ダイヤモンド・パール』では地下通路、『ソウルシルバー』ではアルフの遺跡、『ブラック・ホワイト』ではネジ山で発見される「こうらのカセキ」を復元することで入手できる。『ソード・シールド』では、冠の雪原にて野生化したカブトが発見された。
アニメでは復活した化石ポケモンとして登場。集団でサトシ達を襲う。

## カブトプス
| 分類: こうらポケモン           | タイプ: いわ/ みず         | 高さ: 1.3m     | 重さ: 40.5kg |
| 特性: カブトアーマー/ すいすい | かくれ特性: くだけるよろい | 進化前: カブト | 進化後: なし |

カブトの進化形。古代ポケモン（絶滅種）の一種で、全身が外骨格に覆われている。カブトの頃の甲羅は頭部となってそこから胴体が生じ、人間型のシャープなシルエットとなる。後ろ足で2足歩行し、陸上でも活動できるように発達したが、環境の変化に適応できずに絶滅したとされている。大人しいカブトとは正反対の凶暴な性格で、両手の鋭い鎌で捕らえた獲物の体液を吸うという、タガメやミズカマキリなど水生カメムシのような生態を持つ。水中を泳ぐときは手足を甲羅に小さく折り畳んでから泳ぐ。
『赤・緑・青・ピカチュウ』および『ファイアレッド・リーフグリーン』ではニビシティの博物館に化石が展示されている。
『金・銀・クリスタル』およびリメイク版では、ニビシティのジムリーダー・タケシが使用する（オムナイトと共通）。『エメラルド』でもツツジが再戦時に使用する。
アニメではカブトと共に登場。サトシ達を襲う立場として登場することが多い。
ゲーム『ソード・シールド』のストーリーを基にしたWEBアニメ『薄明の翼』では特別編（通算第8話）にてカンムリ雪原に向かう電車の窓に映っていたポケモンとしてアマルルガとガチゴラスと共にシルエットの状態で登場。

## プテラ
| 分類: かせきポケモン           | タイプ: いわ/ ひこう       | 高さ: 1.8m   | 重さ: 59.0kg |
| 特性: いしあたま/ プレッシャー | かくれ特性: きんちょうかん | 進化前: なし | 進化後: なし |

遥か昔に絶滅したポケモンの一種。コハクに残された遺伝子から再生・復元された。その際、科学者が数名犠牲となった。当時は空の王者として猛威を振るっていたと考えられている、極めて凶暴な肉食ポケモン。高い声で鳴きながら、怖いもの知らずに空を滑るように飛んでいたらしい。全体的な容姿は嘴口竜亜目が大型化したかのようで、大きな顎に敵のノドを食いちぎる鋭い鋸状の歯、長い尻尾を備えており、名前から連想されるプテラノドン (翼竜)の特徴とは異なる部分が多い。
『赤・緑』をはじめ、多くの作品において「ひみつのコハク」を復元することで入手できる。化石から復元するポケモンの中ではウオノラゴンなどと同様に進化しない。『赤・緑』では四天王、『金・銀』ではチャンピオンとなったワタルが使用する。『プラチナ』では、ジムリーダーのヒョウタが強化版で1番手に繰り出してくる。ほかにも『X・Y』では友人のトロバが、『オメガルビー・アルファサファイア』ではチャンピオンのダイゴが強化後に使用する。
『赤・緑』のニビ科学博物館に見学へ訪れたおじいさんはプテラの化石を見て「有難や有難や！龍神様の骨を拝めるとは！（ゲーム内では全文ひらがな）」と話していた。
『Let's Go! ピカチュウ・Let's Go! イーブイ』では空中移動用の乗れるポケモンとして登場。速さはリザードンとほぼ同じ。殿堂入り後は更に高い位置で飛び、樹木や一部の建物の上を移動することが可能となる。
『X・Y』以降では「メガプテラ」へとメガシンカを遂げる。化石から復元するポケモンの中では唯一メガシンカが可能な種類である。
メガプテラ
タイプ：いわ/ひこう、高さ：2.1m、重さ：79.0kg、特性：かたいツメ
メガシンカによって失われていた遺伝子が蘇り、研究者の中には、本来化石から復元されたばかりのプテラではなく、このメガプテラこそが古代に棲息していた真の姿であったと主張する派閥も存在する。全身の随所が石化し黒曜石のような鋭い岩の突起が発生、より刺々しく攻撃的な外見となる。
ギャラドスと同じく、メガシンカの過剰なパワーが体に負担をかけることで、とても苛立ち動くもの全てに襲いかかるほど、凶暴な気質に拍車がかかる。
特性は「かたいツメ」に変わり、様々なタイプのものを習得する接触技を生かせるようになった。能力は「HP」を除く全能力が「こうげき」をメインに上昇し、全ポケモンの中でもトップクラスの「すばやさ」を獲得する。
任天堂の公式記事では2005年全国大会の東京大会代表決定戦で小学生の部を優勝したプレイヤーのメンバーとして紹介されている。2005全国大会中学生以上の部では決勝進出者9人中1人が使用していた。
TVアニメ版では第46話で初登場。サトシのリザードを散々馬鹿にしたため、リザードは悔しさと怒りでリザードンに進化する。また『ダイヤモンド&パール』ではロケット団が復元したプテラがクロガネシティで暴走する。ヒカリのポッチャマとミミロルの活躍によりモンスターボールに戻された。サイドストーリーではトレーナーを引退したシゲルが研究所でプテラを復活させるシーンがある。
第8シリーズではエクスプローラーズのメンバーのオニキスの移動用ポケモンとして登場。また、オニゴーリが戦闘不能の際にはサンゴを咥えて運ぶ役目もしている。

## カビゴン
| 分類: いねむりポケモン       | タイプ: ノーマル         | 高さ: 2.1m     | 重さ: 460.0kg |
| 特性: あついしぼう/ めんえき | かくれ特性: くいしんぼう | 進化前: ゴンベ | 進化後: なし  |

ゴンベの進化形（『ダイヤモンド・パール』以降）で、緑がかった紺とクリーム色を基調にした体色の怪獣のような外見のポケモン。『金・銀』まではハガネールやバンギラスなどをも凌いで最も体重の重いポケモンであった。『ダイヤモンド・パール』では、進化前のゴンべが登場。1日に食べる量は400kgと推定され、生まれながら周囲の環境を大きく変化ないし破壊する生物。食べる物が傷んでいたりカビが生えていても気にせず、胃袋の消化液はとても強力で腹痛も起こさない。猛毒のベトベトンの体液でさえ、カビゴンにとってはちょっとしたスパイスに過ぎない。満腹になると指を動かすことすら面倒くさくなるという。普段から食事以外で行動することはないが、何かのきっかけで凄まじいパワーを発揮することもあるらしい。もっとも、環境破壊や怪獣というイメージとは裏腹に非常に温和な性格であり、大きな腹の上で人間の子供や小さなポケモンが遊び場にしても振り払わない。基本目は閉じているが、一部のゲームや漫画では目が見開くシーンがある。性別比は7：1でメスが非常に少ない。
『赤・緑・青・ピカチュウ』および『ファイアレッド・リーフグリーン』では12番道路と16番道路にシンボルエンカウントで出現する。遭遇時はフィールド上で熟睡して道を塞いでいるが、「ポケモンのふえ」をカビゴンのすぐ隣で吹くと、寝ぼけて襲ってきて、戦闘になる。また、『金・銀』および『ハートゴールド・ソウルシルバー』ではクチバシティ側の「ディグダのあな」入口前、『X・Y』では7番道路にシンボルエンカウントで出現する。ウソッキーと同様に“道を塞ぐポケモン”の代表格としても有名。ゲームでのグラフィックは主に寝そべっていたが、シリーズが進むごとに寝返りを打つ→頭だけ起こす→上体を起こして座り込むといった順で変貌し、『X・Y』で遂に直立した姿となる。また、『サン・ムーン』では早期購入特典として、「ほんきをだすカビゴン」に進化するゴンベが配布された。このゴンベは通常では手に入らない「カビゴンZ」を持っており、カビゴンに進化させると「ギガインパクト」を元に専用Zワザ「ほんきをだすこうげき」が使えるようになる。発動すると眼が輝くと同時に起き上がり、普段では想像がつかないような身のこなしでジャンプしたり猛スピードで走り、最後は高くジャンプして真上から豪快にのし掛かる。
物理攻撃技のみならず、特殊攻撃技を覚える数も豊富であり、「だいもんじ」や「なみのり」、「かみなり」や「ふぶき」、「ソーラービーム」など多くの技を覚えることができる。
トレーナーでは、主に、『金・銀・クリスタル』『ハートゴールド・ソウルシルバー』に登場するレッドや、『ダイヤモンド・パール』のライバル、「サン・ムーン・ウルトラサン・ウルトラムーン」のククイ博士、「ソード・シールド」のホップが使用してくる。
キョダイマックスのすがた
高さ35.0m。キョダイマックスのパワーにより、お腹に草や木が生い茂っている。腹部を中心に肥大化したためか、以前のバージョンの様に寝そべったまま戦う。顔はほとんど腹部の後ろに隠れており見えにくいが、目は赤く光っている。
動くことはほとんどなく、攻撃も少しだけ上体を起こし手足をバタつかせるのみで、やる気がないようにも見えるが、その破壊力はすさまじく、ダイマックスポケモンの中でも一二を争う怪力を誇るという。ノーマルタイプの技がキョダイマックス技「キョダイサイセイ」に変化し、味方全体が一度使った木の実を確率で再生させる。当初には期間限定のマックスレイドバトルでのみ入手可能だったが、エキスパンション・パス『鎧の孤島』発売以降、通常のカビゴンにもキョダイマックス個体にすることが可能であった。
『テレビアニメ第7シリーズ』では第5話で登場。アニメ版で初登場のキョダイマックスポケモンである。なお、このカビゴンは3.2mで通常の個体より大き目。キョダイマックスの影響で線路に乗っかってしまうが、ヒバニーの活躍で事なきを得た。
TVアニメ版では第40話で初登場。生活用水や作物栽培に必要な川の上流で眠ってしまって水をせき止めてしまい、村の住民が食糧難に陥っていた。オレンジ諸島編でも登場し、果樹園のザボンを食い荒らしていたところをサトシにゲットされた。その後も何度かゲストで登場している。
『ピカチュウたんけんたい』にも登場した。声優は高木均。
『Pokémon Sleep』では同作の主役ポケモンとして登場し、同アプリの正式ロゴにも飾りをつけた。また、同アプリのリリースの合わせて、2023年3月17日に、ポッチャマ以来特定ポケモンをフィーチャーした期間限定プロジェクト「プロジェクトカビゴン」特設サイト・X(開設当時Twitter)・Instagramアカウントが開設された。
ポケモンだいすきクラブが発表したデータによると、第一世代のポケモンの中で鳴き声の短いポケモンの第2位である。因みに1位はポッポ。
開発スタッフである西野弘二（ゲームフリーク所属）がモデルとされている。
「大乱闘スマッシュブラザーズシリーズ」ではモンスターボールから登場する。出現すると一旦上空へ飛び去り、その後巨大化して落下する「のしかかり」で敵を攻撃する。出現した瞬間から攻撃判定を持つ。声は小西克幸。
『Let's Go! ピカチュウ・Let's Go! イーブイ』では乗れるポケモンとして登場。主人公がカビゴンのお腹にしがみつき、ゆったりとした歩調で移動する。移動速度は全てのポケモンの中で最も遅い。
『Pokémon UNITE』では操作ポケモンとして登場。全ポケモンの中で最も耐久力が高い。その耐久の高さを活かして味方を援護するのが得意。ユナイトわざは眠って体力を回復しつつ攻撃する「ばくすいインパクト」。

## フリーザー
| 分類: れいとうポケモン | タイプ: こおり/ ひこう | 高さ: 1.7m   | 重さ: 55.4kg |
| 特性: プレッシャー     | かくれ特性: ゆきがくれ | 進化前: なし | 進化後: なし |

サンダー、ファイヤーと並ぶ伝説の鳥ポケモンの一種。体躯は水色をしており、1組の長い翼と長い尾、青白い羽毛、三対の鶏冠を持つ。その姿は『赤･緑･青･ピカチュウ』のポケモン図鑑において「すばらしい」と感嘆詞を付けて賞賛されているほど優雅で、尾をたなびかせながら冬空を飛ぶ。雪山で遭難した者が死を迎える直前、その眼前に姿を現すことがあるという。「れいとうポケモン」の通り、空中の水分を凍らせて雪を降らせる。訪れた街には一足早く冬が来る。
第1世代では威力が高いだけでなく、3割の確率でこおり状態になる「ふぶき」のこおりタイプとこのポケモン自身の持つこおりタイプが一致するため威力が1.5倍になることと、自身がこおりタイプを持つことでこおり状態にならないことから、対戦におけるトップメタの一角であった。また、次のターンの自分の攻撃が必中になる「こころのめ」によって一撃必殺技の「ぜったいれいど」を確実に当てるというコンボを全ポケモン中唯一使うことができるポケモンでもある。なお、必中の一撃必殺技を使うだけであれば、「じわれ」を覚えたカイリキー（特性「ノーガード」により互いの攻撃が全て必中）を過去作から連れてきた場合や、一撃必殺技を覚えたポケモンの特性を「スキルスワップ」や「なりきり」で「ノーガード」に書き換えることも可能。
『赤･緑･青･ピカチュウ』、『ファイアレッド･リーフグリーン』、『ハートゴールド・ソウルシルバー』では、双子島の洞窟の中で登場する。レベルは50。『プラチナ』では、シンオウずかん完成後、ハクタイシティでオーキド博士と話をした後、シンオウ地方の各地を飛び回り、野生の個体で出現する。レベルは60。『X・Y』ではハリマロンを選ぶと殿堂入り後にカロス地方の各地を飛び回った後、11回目で「海神(わだつみ)の穴」に出現。レベルは70。戦闘BGMはミュウツーと同じく初代『赤・緑』の戦闘BGMのアレンジが使われている。『ウルトラサン・ウルトラムーン』では「にちりんのさいだん」（「がちりんのさいだん」）からウルトラワープライドで行ける「ウルトラスペースゼロ 崖の世界」に出現。『ソード・シールド』では有料追加コンテンツ(エキスパンション・パス)「冠の雪原」のマックスダイ巣穴を調査する『ダイマックスアドベンチャー』に出現。『シャイニングパール』では殿堂入り後に行けるハマナスパークに出現（カント―のせきばんが必要）。『スカーレット・バイオレット』ではおやつおやじからおやつを貰うとナッペ山のフリッジタウン西の池付近に出現。
ガラルのすがた
分類：れいこくポケモン、タイプ：エスパー・ひこう、重さ：50.9kg、特性：かちき。ガラル地方でのフリーザーの姿。『冠の雪原』に登場。
体色は紫色で、目に仮面のようなものを付けており、目からビーム状のサイコパワーを発射し、相手に浴びせることで動きを封じ、サイコパワーを凝縮した羽で止めを刺す。冷酷ですべてを見下す冷徹な性格だが、立ち振る舞いは上品。サイコパワーで浮いているためほとんど羽ばたかない。フリーザーによく似た外見から、リージョンフォームとして「フリーザー」と名付けられたが、実際は別種らしい。
専用技の「いてつくしせん」は両目からサイコパワーを打ち出して攻撃するエスパータイプの特殊技で、相手をこおり状態にすることがある。
カンムリ雪原南に位置するダイ木の丘にある赤い木でのイベント後にカンムリ雪原に出現し、そこでゲットすることが可能。
アプリゲーム『ポケモンマスターズEX』ではネオ・チャンピオンの衣装を着たビート（声- 永塚拓馬）が使用。
アニメ版ではゲーム『ソード・シールド』のストーリーを基にしたWEBアニメ『薄明の翼』で初登場を果たし、特別編（通算第8話）にてカンムリ雪原に向かう電車を見つめていた（この時は専用技の「いてつくしせん」のように目を光らせていた）。
TVアニメ版ではジョウト編でトオルが撮影しようと近づき、プリンも登場する第189話でようやく撮影に成功する。声優は冬馬由美。『アドバンスジェネレーション』バトルフロンティア編ではバトルファクトリーのフロンティアブレーンで、ファクトリーヘッドのダツラの友達でありパートナーとして登場。サトシのリザードンとバトルし敗北した。サトシが初めて公式戦で戦った伝説のポケモンである。声優は小西克幸。第7シリーズ（『新無印編』）ではプロジェクトミュウのトライアルミッションのレイドバトルでサトシ、ゴウ、シゲル、トキオのポケモンたちを圧倒的な実力で下した。
スマートフォン用アプリ『Pokémon GO』では2017年7月23日から31日までと8月15日から9月1日までの期間限定でレイドボスとして登場し、レイドバトルに勝利してゲットチャレンジに成功した場合のみ入手が可能となっていた。
アプリゲーム『ポケモンマスターズEX』ではチャンピオンの衣装を着たレッド（声- 蒼井翔太）が使用。
『大乱闘スマッシュブラザーズDX』ではモンスターボールから登場する。周囲の敵を「こごえるかぜ」で一瞬の内に氷漬けにする。

## サンダー
| 分類: でんげきポケモン | タイプ: でんき/ ひこう | 高さ: 1.6m   | 重さ: 52.6kg |
| 特性: プレッシャー     | かくれ特性: せいでんき | 進化前: なし | 進化後: なし |

フリーザー、ファイヤーと並ぶ伝説の鳥ポケモンの一種。全身が黄色い羽毛に包まれている。翼や尾の先は鋭く尖り、くちばしは長く伸びている。全体として雷撃のような鋭利なデザインをしている。普段は雷雲の中で暮らしており、時折その割れ目から突如現れる。基本的にいつも帯電しており、羽ばたく度に火花が発生する。夏の嵐の元凶の一つだという。
『赤・緑・青・ピカチュウ』『ファイアレッド・リーフグリーン』では「無人発電所」、『ハートゴールド・ソウルシルバー』では「カントー発電所」の外に出現。レベルは50。『プラチナ』では、全国図鑑入手後、パルパークに行き、ハクタイシティにいるオーキド博士に話しかけると、シンオウ各地を飛び回るようになる。レベルは60。『X・Y』ではフォッコを選ぶと殿堂入り後にカロス地方の各地を飛び回った後、11回目で「海神(わだつみ)の穴」に出現。レベルは70。戦闘BGMはミュウツーと同じく初代『赤・緑』の戦闘BGMのアレンジが使われている。『ウルトラサン・ウルトラムーン』では「にちりんのさいだん」（「がちりんのさいだん」）からウルトラワープライドで行ける「ウルトラスペースゼロ 崖の世界」に出現。『ソード・シールド』では有料追加コンテンツ（エキスパンション・パス）「冠の雪原」のマックスダイ巣穴を調査する『ダイマックスアドベンチャー』に出現。『シャイニングパール』では殿堂入り後に行けるハマナスパークに出現（カント―のせきばんが必要）。『スカーレット・バイオレット』ではおやつおやじからおやつを貰うとコサジの灯台の展望台に出現。
ガラルのすがた
分類：けんきゃくポケモン、タイプ：かくとう・ひこう、重さ：58.2kg、特性：まけんき。ガラル地方でのサンダーの姿。『冠の雪原』に登場。
体色はオレンジ色。原種よりも比較的好戦的なイメージが強調されており、自分より強そうな相手でも構わず戦いを挑もうとする。羽が退化したため飛行はできないが、代わりに脚力が発達した。素早い動きと軽い身のこなしで相手を翻弄しつつ、強烈な蹴り技をお見舞いする。サンダーに酷似した外見や、羽毛が擦れる時に電気のような音がすることから、リージョンフォームとして「サンダー」と名付けられた。
専用技の「らいめいげり」は雷のような素早い動きで相手を翻弄し、鋭く刺すように蹴りつけるかくとうタイプの物理技で、必ず相手の防御を下げる。
カンムリ雪原南に位置するダイ木の丘にある赤い木でのイベント後にワイルドエリアを走り回り、そこでゲットすることが可能。
アプリゲーム『ポケモンマスターズEX』ではネオ・チャンピオンの衣装を着たホップ（声 - 三瓶由布子）が使用。
アニメ版ではゲーム『ソード・シールド』のストーリーを基にしたWEBアニメ『薄明の翼』で初登場を果たし、特別編（通算第8話）にてカンムリ雪原を走り回っていた。
TVアニメ版では第243話でサトシ達が電気タイプのポケモンを癒す湖に辿り着いたときに姿を現す。声優は小西克幸。XY&Z第17話のイカズチタウンの話では、サンダーに関する伝承とそれにちなんだ祭りが登場する。この個体のサンダーはロケット団のせいで怒り、サトシのファイアローとルチャブルを撃退したが、オンバットが進化したオンバーンに圧倒される。その後はロケット団に捕まるが、助けられ和解した。第7シリーズ（『新無印編』）ではゴウがゲットしようとしたが、失敗した。
スマートフォン用アプリ『Pokémon GO』では、2017年8月8日から9月1日までの期間限定でレイドボスとして登場し、レイドバトルに勝利してゲットチャレンジに成功した場合のみ入手が可能となっていた。
アプリゲーム『ポケモンマスターズEX』ではチャンピオンの衣装を着たグリーン（声- 逢坂良太）が使用。
『大乱闘スマッシュブラザーズDX』ではモンスターボールから登場する。周囲の敵を「でんきショック」で連続攻撃する。

## ファイヤー
| 分類: かえんポケモン | タイプ: ほのお/ ひこう     | 高さ: 2.0m   | 重さ: 60.0kg |
| 特性: プレッシャー   | かくれ特性: ほのおのからだ | 進化前: なし | 進化後: なし |

フリーザー、サンダーに並ぶ、伝説の鳥ポケモンの一種。大型のオレンジ色から黄色の体躯をしており、翼、たてがみ、尻尾が炎を模している。元は南国からやってくると言われる。ファイヤーの飛来は春の訪れをも早める。
ポケモン世界では昔から「火の鳥伝説」のポケモンとしてよく知られている。夜空さえ赤く照らすほど激しく燃え上がり、その美しさは見る者を圧倒する。体が傷つくとマグマに入り、全身を燃焼させて傷を癒す。穴久保幸作のポケットモンスター等の二次的な作品においては、ファイヤーを不死鳥とする描写が見られることがある。
伝説の鳥ポケモンの中では唯一カントー地方における出現場所がシリーズごとに分かれており、『赤・緑・青・ピカチュウ』ではチャンピオンロード、『ファイアレッド・リーフグリーン』では灯し火山、『ハートゴールド・ソウルシルバー』ではシロガネ山の最深部に出現する。レベルは50。他方、『プラチナ』では全国図鑑入手後にパルパークへ行き、ハクタイシティにいるオーキド博士に話しかけるとシンオウ地方の各地を飛び回るようになる。当バージョンでのレベルは60。『X・Y』ではケロマツを選ぶと殿堂入り後にカロス地方の各地を飛び回った後、11回目で「海神(わだつみ)の穴」に出現。レベルは70。戦闘BGMはミュウツーと同じく初代『赤・緑』の戦闘BGMのアレンジが使われている。『ウルトラサン・ウルトラムーン』では「にちりんのさいだん」（「がちりんのさいだん」）からウルトラワープライドで行ける「ウルトラスペースゼロ 崖の世界」に出現。『ソード・シールド』では有料追加コンテンツ（エキスパンション・パス）「冠の雪原」のマックスダイ巣穴を調査する『ダイマックスアドベンチャー』に出現。『シャイニングパール』では殿堂入り後に行けるハマナスパークに出現（カントーのせきばんが必要）。『スカーレット・バイオレット』ではおやつおやじからおやつを貰うとロースト砂漠の見張り塔から見て北東にある岩場の頂上に出現。
書籍『ポケットモンスター図鑑』ではファイヤーを指して「彼女」と表記しているが、ゲームでは性別不明扱いとなっている。
ガラルのすがた
分類：じゃあくポケモン、タイプ：あく・ひこう、重さ：66.0kg、特性：ぎゃくじょう。ガラル地方でのファイヤーの姿。『冠の雪原』に登場。
体色が黒く、翼に燃え上がっているのは炎ではなく邪悪なオーラ。傲岸不遜な性格で本能の赴くままに悠然とした振る舞いを見せる。体内にほとばしるエネルギーを火柱のようなオーラとして放出しており、普通のポケモンは近づけない。翼を大きく広げることで周囲に邪悪なオーラを放つ精神攻撃を得意としており、この攻撃を食らうと燃え尽きたような強い疲労感を感じてしまう。数十年に一度、カンムリ雪原に姿を現す渡りポケモンの一種であり、ファイヤーに酷似した外見と、体から出る邪悪なオーラが炎のように見えることから、リージョンフォームとして「ファイヤー」と名付けられた。
専用技の「もえあがるいかり」は怒りを炎のようなオーラに代えてそのまま相手全員に放って攻撃するあくタイプの特殊技で、相手を怯ませることがある。
カンムリ雪原南に位置するダイ木の丘にある赤い木でのイベント後にヨロイ島を飛び回り、そこでゲットすることが可能。
アプリゲーム『ポケモンマスターズEX』ではネオ・チャンピオンの衣装を着たマリィ（声- 田村ゆかり）が使用。
アニメ版ではゲーム『ソード・シールド』のストーリーを基にしたWEBアニメ『薄明の翼』で初登場を果たし、特別編（通算第8話）にてカンムリ雪原の上空を飛んでいた。
また、テレビアニメ版の方は第7シリーズ（『新無印編』）では未登場だったものの、第8シリーズ（『リコとロイの旅シリーズ』）で初登場を果たし、黒いレックウザとオリーヴァに続くルシアスのパートナーである3体目の「六英雄」として第22話から登場。右足にいにしえのモンスターボールを掴んでいる。キャプテンピカチュウが敵わない実力者。精神攻撃の疲労感は浴びたものが強い精神力を取り戻すと打ち破ることができる。続く第23話でリコとロイたちの仲間になった。使用する技は「もえあがるいかり」（第22話および第23話で使用）。他にも第26話（『テラパゴスのかがやき』第1話）から変更されたオープニング映像およびエンディング映像にも登場。
TVアニメ版におけるカントー地方のポケモンリーグの聖火はファイヤーの翼の炎とされている。また、週刊ポケモン放送局の最終回で放映されたサイドストーリーでは、ヒロシが灯し火山で出会っている。声優は愛河里花子。XYでは野生の個体が登場、サトシ達を敵とみなし襲ったが、ヒノヤコマがバトルをし、途中ファイアローに進化し実力を認め和解した。こちらの声優は佐藤健輔。第7シリーズ（『新無印編』）ではプロジェクトミュウのトライアルミッション「ファイヤーの燃える羽根をゲットする」にシゲルが挑み、成功した。
スマートフォン用アプリ『Pokémon GO』では、2017年8月1日から7日までと8月15日から9月1日までの期間限定でレイドボスとして登場し、レイドバトルに勝利してゲットチャレンジに成功した場合のみ入手が可能となっていた。
アプリゲーム『ポケモンマスターズEX』ではチャンピオンの衣装を着たリーフが使用。
『大乱闘スマッシュブラザーズシリーズ』では、第2作『大乱闘スマッシュブラザーズDX』以降モンスターボールから登場する。出現すると「そらをとぶ」で上空へ飛び去る。一見何もしないように見えるが、ファイヤー自身が強力な攻撃判定を持つ。

## ミニリュウ
| 分類: ドラゴンポケモン | タイプ: ドラゴン           | 高さ: 1.8m   | 重さ: 3.3kg        |
| 特性: だっぴ           | かくれ特性: ふしぎなうろこ | 進化前: なし | 進化後: ハクリュー |

つぶらな瞳と特徴的な耳を持つ、東洋の竜の姿をした細長いポケモン。長らく幻のポケモンとされてきたほど、目撃数が少ない。脱皮を何度も繰り返して何度も大きくなるが、これはからだの中のエネルギーが成長に合わせて肥大化し、抑えきれなくなるため。脱皮した皮を目撃されることもある。図鑑には1.8mとあるが、子供でも2mを越えるらしい。額の突起は成長前の角。
『赤・緑』ではスロットの景品でコインと交換して入手できるほか、サファリゾーンの池ですごい釣竿を用いると稀に釣れる事がある。しかし、後者は逃げやすく、捕まえるのもかなり困難である。
また、ポケモンスタジアムではひんしになると体を釘のようにピーンと伸ばし、そのまま硬直して倒れるという演出となっている。
TVアニメ版では「カントー編・サファリパーク」で初登場。声優は冬馬由美。ジョウト編ではジムリーダーのイブキのポケモンとして登場し後にハクリューに進化した。

## ハクリュー
| 分類: ドラゴンポケモン | タイプ: ドラゴン           | 高さ: 4.0m         | 重さ: 16.5kg       |
| 特性: だっぴ           | かくれ特性: ふしぎなうろこ | 進化前: ミニリュウ | 進化後: カイリュー |

ミニリュウの進化形。ヘビのように細長い体型が特徴の、東洋の竜のような姿をしたポケモン。頭部と背面は青白く、腹面は白い。頭部には小さな角と翼のような形をした耳が存在する。また首に1つ、尾に2つ、水晶のような玉を持ち、この玉によって天候を自在に操る能力を持つとされる。翼を持たないが空を飛ぶことができ、飛ぶ時は耳が大きくなる。体からは神秘的なオーラのようなものが出ていることもある。湖や海に住み、現地で神格化されることもあるという。
ミニリュウからレベル30で進化するほか、『ピカチュウ』や『金・銀・クリスタル』など、一部のバージョンではLv.30未満の野生の個体も存在する。『青』ではスロットの景品としてレベル30の個体を手に入れることができる。トレーナーでは、四天王でチャンピオンでもあるワタルや、フスベシティジムのジムリーダー、イブキが使用する。
TVアニメ版では第35話で初登場。サファリゾーンの湖から現れ、サトシを救う。このハクリューはサファリゾーンの管理人であるカイザー（声：鈴木泰明）が30年前に出会ったミニリュウの進化した姿である。額には十字型の傷がある。また、子供も生まれていた。声優は進化前と同様に冬馬由美。ジョウト地方最後のジムリーダーであるイブキの使用ポケモンとしても登場。声優は林原めぐみ。

## カイリュー
| 分類: ドラゴンポケモン | タイプ: ドラゴン/ ひこう   | 高さ: 2.2m         | 重さ: 210.0kg |
| 特性: せいしんりょく   | かくれ特性: マルチスケイル | 進化前: ハクリュー | 進化後: なし  |

ハクリューの進化形。東洋の竜のような姿をしたハクリューから一転、手足と翼を備えた西洋のドラゴンのような姿となり、体色も青から山吹色へと変化している。頭には触角のような角があり、巨大な敵を「たたきつける」だけの膂力を備えた太い尻尾も持つ。約16時間で地球を1周できるほどの速さで飛ぶことができ、知能も人間に匹敵する。荒れ狂う海を物ともせずに飛び回り、難破した船を助けることもある。その力から海の化身や破壊の化身とも言われるが、本質は心優しいポケモン。広大な海原のどこかにはカイリューだけが暮らす楽園があるらしい。
高さは進化前のハクリューから減ったが、これは体型の変化によって測定の仕方が変わっているため。
ハクリューがレベル55以上で進化する。
トレーナーでは、『赤・緑』ではポケモンリーグの四天王の1人として、『金・銀』ではチャンピオンとして登場するワタルが使用する。他にも、『エメラルド』ではジムリーダーのナギが再戦でひこうタイプのポケモンとして使用。「ダイヤモンド・パール・プラチナ・ブリリアントダイヤモンド・シャイニングパール」ではタワータイクーンのクロツグが初戦時に使用。「ホワイト2」では白の樹洞ボストレーナーのバンジロウが使用。「サン・ムーン・ウルトラサン・ウルトラムーン」ではチャンピオン防衛戦に現れるリュウキが使用。「スカーレット・バイオレット」では四天王のハッサク、ブルベリーグ四天王のカキツバタ、ブルベリーグチャンピオンのスグリが使用する。
『ブラック・ホワイト』ではシッポウシティの博物館で頭蓋骨の化石が展示されており、プラズマ団に狙われていたが、主人公が奪還した。
かなり多彩な技を習得でき、「りゅうのまい」で攻撃力を上げた「ドラゴンクロー」や「げきりん」、「ほのおのパンチ」や「かみなりパンチ」、「たきのぼり」、「いわなだれ」、「そらをとぶ」のような物理技のみならず、「りゅうのはどう」や「りゅうせいぐん」、「かえんほうしゃ」や「10まんボルト」、「れいとうビーム」、「ぼうふう」、「はかいこうせん」のような強力な特殊技も多く覚える。
またすべての能力値を合計して600を超えることから600族とも呼ばれており、これは以降のシリーズに登場するバンギラス、ボーマンダ、メタグロス、ガブリアス、ヌメルゴン、ジャラランガ、ドラパルト、セグレイブなどにも該当する。
最強クラスポケモンキャンペーンでは「ドラゴンタイプ 特殊最強クラス」として2008年1月15日から2月14日まで全国のポケモンセンターなどで配布されていたが、このカイリューは通常プレイでは入手できないレベル50のものである。そのため、レベルの上限が設けられた大会などに参加できるようになった。
『Let's Go! ピカチュウ・Let's Go! イーブイ』では空中移動用の乗れるポケモンとして登場。移動速度は陸海空を含めたすべてのポケモンの中でも最大の最速である。
メガカイリュー
『Pokémon LEGENDS Z-A』で新たに判明したメガシンカ。体格は本来のカイリューと変わらないが、頭と尻尾には進化前のハクリューを思わせる羽と玉が付いている。他にも背中の羽が小さくなり、身体のところどころに羽毛のような白い毛が生えている。メガシンカによってより遠く早く飛べるようになった。また、本来の温厚な性格がメガシンカによって強調されており、笑顔で相手にパワフルな攻撃をしてバトルを早く終わらせるのが相手への優しさである。一方で、バトルの最中に困っている人を救出する優しさも見せる。

TVアニメでは凄まじい潜在能力のため、ワタル、イブキ、クロツグのような強豪トレーナーのポケモンとして何度か登場している。ヘッドリーダーのユウジの切り札としても登場、多彩な技を多く覚えるのが特徴でサトシのリザードン、ゼニガメ、ケンタロスを倒したが、ダメージの蓄積と疲労によりピカチュウに敗れた。声優は小西克幸が担当することが多いが、クロツグのカイリューは古島清孝が担当した。
『ベストウイッシュ シーズン2』ではアイリスのポケモンとして登場。温厚な性格が多いカイリューにしては珍しく暴れん坊な上に目つきも非常に悪く、当初はアイリスの指示をほとんど聞いていなかったが、次第に信頼するようになった。声優は佐藤健輔。
第7シリーズ（『新無印編』）ではサトシのポケモンとしても登場（詳細は「サトシのポケモン (テレビアニメ第7シリーズ)#カイリュー」を参照）。元々はハクリューだったが、サトシを助けるために進化し、そのままゲットされた。性別はメスで、気に入った人を見ると抱き着く癖がある人懐っこい性格である。声優は三宅健太。別個体は飯田誠規が担当。
また、無印編第13話ではカイリューに似た巨大ポケモンが登場していたが、こちらはシルエットのみであるため実際にカイリューかどうかは定かではない。性格はおとなしく、ロケット団に攻撃されても反撃はしなかった。
第8シリーズではメガシンカ使いの少年・ウルトのポケモンとして106話から登場。ダークボールに入っている。非常に高い実力の持ち主であり、ストロングスフィアで強化されているとはいえルーベラのヒヒダルマとインディのガラルヒヒダルマを圧倒した。声優はエクスプローラーズの一員・ジル役の田邊幸輔。
webアニメ『ポケモンジェネレーションズ』第2話および第3話にてワタルのポケモンとして登場。第2話では挑戦者（ファイアレッド・リーフグリーンのライバル）のカメックスと対戦し、描写は無いものの敗北した。第3話では5匹がかりのロケット団のしたっぱたちのポケモンを相手に一体で倒し、さらにラムダのマタドガスも圧倒した。使用技は「はかいこうせん」（第2話）、「ほのおのパンチ」、「かえんほうしゃ」、「10まんボルト」（以上第3話）。
2025年にはポケモンの日を記念してwebアニメ「カイリューとゆうびんやさん」が配信。見習い郵便配達員ハナ（声 - 福本莉子）と共に働く一匹のカイリューの交流を描いた物語。
2015年にはポケモンだいすきクラブが「りゅうのまい」と「げきりん」のコンボをWeb上に掲載しており、道具「とつげきチョッキ」を持たせたタイプのカイリューも掲載されている。同記事では、ぶつり技もとくしゅ技も豊富に覚えるポケモンであると紹介されている。

## ミュウツー
| 分類: いでんしポケモン | タイプ: エスパー/ 本文参照 | 高さ: 2.0m   | 重さ: 122.0kg |
| 特性: プレッシャー     | かくれ特性: きんちょうかん | 進化前: なし | 進化後: なし  |

人間の科学者がミュウの遺伝子を組み替えて生み出したポケモン。身体を構成する遺伝子はミュウのものとほとんど同じだが、ミュウよりも遥かに大型で、手足や尻尾もより長く強靭となった人型に近い外見をしている。また首の後ろには頭部と体をつなぐ管が存在するが、何の器官なのかは不明。
遺伝子操作によって極限まで戦闘能力を高められた結果、目の前の敵を倒すことしか考えられない、闘いのためだけに存在する生命体と化している。闘いで力を最大限に出せるよう、普段は洞窟深くで少しも動かず眠りにつき、エネルギーを貯めている。その性格はポケモンで最も凶暴であり、優しい心は存在しないと言われている。

## ミュウ
| 分類: しんしゅポケモン | タイプ: エスパー | 高さ: 0.4m   | 重さ: 4.0kg  |
| 特性: シンクロ         | かくれ特性: なし | 進化前: なし | 進化後: なし |

全ての技を習得することができることから、遺伝子には全てのポケモンの情報が含まれているといわれており、ポケモンの祖先と推測されている幻のポケモン。頭に耳と思われる二つの小突起を持ち、体色は薄い桃色。すでに絶滅したポケモンだと考えられていたが、南米ジャングルの奥地に住むとされている。自由に姿を消したり、他のポケモンに変身する事が出来るため、発見することは非常に難しいが、清らかな心と会いたいという強い気持ちを併せ持つ者の前にのみ、姿を現すとされている。グレン島のポケモン屋敷の日記では「ミュウが子供（ミュウツー）を産む」という記述がある。
『ポケットモンスター 赤・緑・青・ピカチュウ』では、グレン島のポケモン屋敷にミュウに関連した記述のある日記が残っており、その存在を示唆していたが、基本的に普通のプレイでは手に入れることができず、内部データとして存在しているのみだった。しかし、バグなどによって存在が露見したことを契機に任天堂は「イベントによる配布」という形でミュウを151番目のポケモンとして認定することに決め、以後数回に渡って配布が行われている。専用Zワザは「オリジンズスーパーノヴァ」。